# Campagna di Napoleone in Spagna
La campagna di Napoleone in Spagna ebbe luogo durante la guerra d'indipendenza spagnola dopo le gravi sconfitte subite dalle truppe francesi nell'estate 1808; Napoleone decise di intervenire personalmente con una parte della Grande Armata richiamata dalla Germania, e, dopo aver concentrato le sue truppe, organizzò dal 5 novembre 1808 una serie di abili manovre che, nonostante difficoltà di esecuzione ed alcuni errori dei suoi luogotenenti, disgregarono lo schieramento spagnolo e sbaragliarono i principali concentramenti nemici. 
L'imperatore raggiunse e occupò rapidamente Madrid, restaurando il dominio francese nelle regioni centro-settentrionali della penisola iberica. Dopo queste vittorie Napoleone marciò contro il corpo di spedizione britannico che avanzava in aiuto degli spagnoli, e pur senza riuscire ad accerchiarlo a causa soprattutto delle difficoltà del clima e del terreno, lo costrinse a reimbarcarsi per la Gran Bretagna, dopo una disastrosa ritirata.
Tuttavia, l'imperatore il 17 gennaio 1809 dovette lasciare la Spagna e ritornare frettolosamente a Parigi a causa delle minacce di un attacco dell'Austria e delle notizie di intrighi politici in Francia; egli quindi, nonostante i rapidi successi, non poté completare la conquista e la sottomissione della penisola iberica e dovette lasciare grandi forze in Spagna che si sarebbero inutilmente logorate durante i successivi tre anni di guerra.

## La guerra di Spagna

### La sollevazione della Spagna e le sconfitte francesi
Dopo la brutale iniziativa di Napoleone a Bayonne contro il sovrano spagnolo Carlo IV e il figlio Ferdinando,azione che aveva costretto all'abdicazione i due reali per favorire la costituzione di un regno fortemente asservito alla Francia con Giuseppe Bonaparte come re, la popolazione della Spagna, esasperata dall'occupazione francese e sollecitata alla rivolta dai nobili e dal clero, era insorta dalla fine di maggio contro gli invasori mettendo immediatamente in pericolo le truppe francesi disperse sul territorio. Nonostante l'ottimismo di Napoleone che contava su una pronta sottomissione e su facili successi delle sue truppe, l'insurrezione si diffuse soprattutto in Aragona, Andalusia, Galizia e Asturie e scatenò una violenta guerriglia contro i soldati francesi caratterizzata da atrocità, torture e brutalità. Le truppe francesi dislocate nella penisola iberica ammontavano a oltre 110 000 soldati ma erano costituite da coscritti inesperti, da reparti improvvisati e da contingenti stranieri, di qualità molto inferiore ai veterani della Grande Armata rimasti in Germania per occupare la Prussia e controllare l'Austria. 

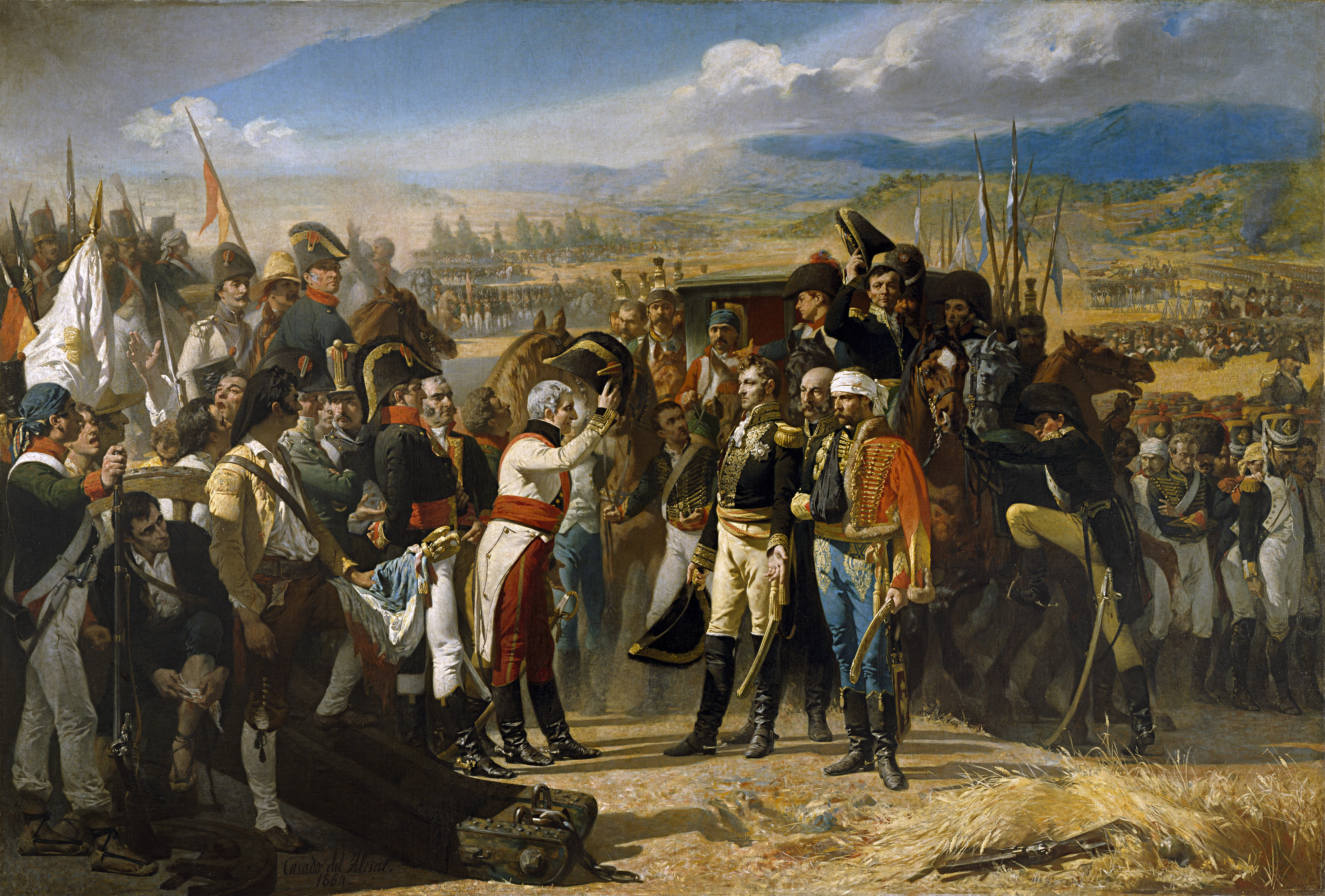
La resa dell'esercito francese del generale Dupont alla battaglia di Bailén.

L'imperatore non facilitò il compito dei suoi comandanti sul posto ordinando un'offensiva simultanea in tutte le direzioni per occupare le province insorte e schiacciare la ribellione; il maresciallo Gioacchino Murat, comandante in capo dell'armata francese, era malato e dimostrò scarsa energia nel controllo delle operazioni. Inoltre le milizie organizzate dalle giunte insurrezionali erano rafforzate dal cospicuo esercito regolare spagnolo i cui raggruppamenti principali, in Andalusia e Galizia, furono in grado di contrastare l'offensiva francese. Inizialmente i francesi ottennero alcuni successi; il maresciallo Jeannot de Moncey marciò su Valencia, il generale Guillaume Philibert Duhesme assediò Gerona in Catalogna, il generale Pierre-Antoine Dupont invase l'Andalusia conquistando e saccheggiando Cordova. Soprattutto la vittoria del maresciallo Jean Baptiste Bessières nella battaglia di Medina de Rioseco assicurò l'occupazione della Vecchia Castiglia e disgregò le truppe spagnole dei generali Joaquín Blake e Gregorio Cuesta; Napoleone fu rassicurato da questa vittoria e Giuseppe entrò a Madrid per organizzare la sua amministrazione.
Nello spazio di pochi giorni la situazione mutò in modo disastroso per i francesi; il maresciallo Moncey e il generale Duhesme dovettero abbandonare le loro posizioni e ripiegare, e il generale Dupont fu accerchiato e costretto alla resa il 22 luglio 1808 con 18 000 soldati dopo la battaglia di Bailén dall'esercito spagnolo del generale Francisco Javier Castaños. Giuseppe e i suoi generali, scossi dalla drammatica sconfitta, abbandonarono subito Madrid e, nonostante le esortazioni di Napoleone da Parigi che richiedeva di mantenere il possesso di Burgos, ripiegarono direttamente dietro all'Ebro. Le forze francesi disponibili erano scese a soli 65 000 soldati. Inoltre in Portogallo era sbarcato un corpo di spedizione britannico al comando del generale Arthur Wellesley che fu in grado di respingere gli attacchi del generale Jean-Andoche Junot nella battaglia di Vimeiro e di costringerlo a concludere il 30 agosto 1808 la convenzione di Sintra che prevedeva l'evacuazione di tutte le truppe francesi dal Portogallo e il loro ritorno in Francia.
Fortunatamente per i francesi gli spagnoli non seppero sfruttare la favorevole situazione, le giunte erano in costante conflittualità ed agivano spesso in modo indipendente e non coordinato; non fu possibile nominare, per le forti rivalità tra i generali, un comandante in capo dell'esercito; Madrid fu raggiunta solo il 13 agosto dalle truppe provenienti da Valencia, mentre il generale Castaños arrivò solo il 23 agosto; non si riuscì a potenziare le forze con un reclutamento sistematico di coscritti, le armi e i mezzi erano carenti. Anche i portoghesi non riuscirono ad organizzare un esercito efficiente e la leva in massa, la ordenanza, era completamente disorganizzata e quasi senza armi. Infine nel corpo di spedizione britannico sorsero polemiche a causa della convenzione di Sintra, giudicata dai politici in patria troppo favorevole ai francesi; i generali Wellesley, Hew Dalrymple e Henry Burrard furono richiamati e il generale John Moore assunse il comando delle forze che furono incrementate a 30 000 uomini, mentre era previsto lo sbarco in Galizia di un secondo corpo di 13 000 uomini al comando del generale David Baird. Gli alleati persero molto tempo per questi problemi organizzativi e politici e di fatto diedero tempo ai francesi di riprendersi e a Napoleone di pianificare il suo intervento diretto.

### Incontro di Erfurt e decisioni di Napoleone
(Frase scritta in una lettera da Napoleone al fratello Giuseppe dopo le sconfitte francesi in Spagna)
La serie di sconfitte e il ripiegamento delle residue forze francesi sull'Ebro ebbero vasta risonanza in Europa; per la prima volta le truppe napoleoniche erano state sconfitte in campo aperto; la sollevazione popolare spagnola galvanizzò le correnti nazionaliste in Germania e entusiasmò anche la classe dirigente britannica; le forze reazionarie e clericali dell'Antico regime appoggiarono l'insurrezione spagnola contando di sfruttare il patriottismo del popolo per i loro interessi di restaurazione dei privilegi della casta e della chiesa. La situazione francese era ancor più grave per gli errori strategici commessi da Giuseppe, nonostante fosse stato affiancato il 22 agosto 1808 dal maresciallo Jean-Baptiste Jourdan come esperto militare; le deboli forze rimaste vennero così disperse tra la Biscaglia e l'Aragona. Napoleone ironizzò sarcasticamente sull'inettitudine dei suoi luogotenenti; l'imperatore divenne rapidamente consapevole della necessità di un suo intervento diretto in Spagna per risolvere la situazione militare, risollevare il prestigio francese e intimidire i suoi avversari in Europa con una nuova dimostrazione di potenza.

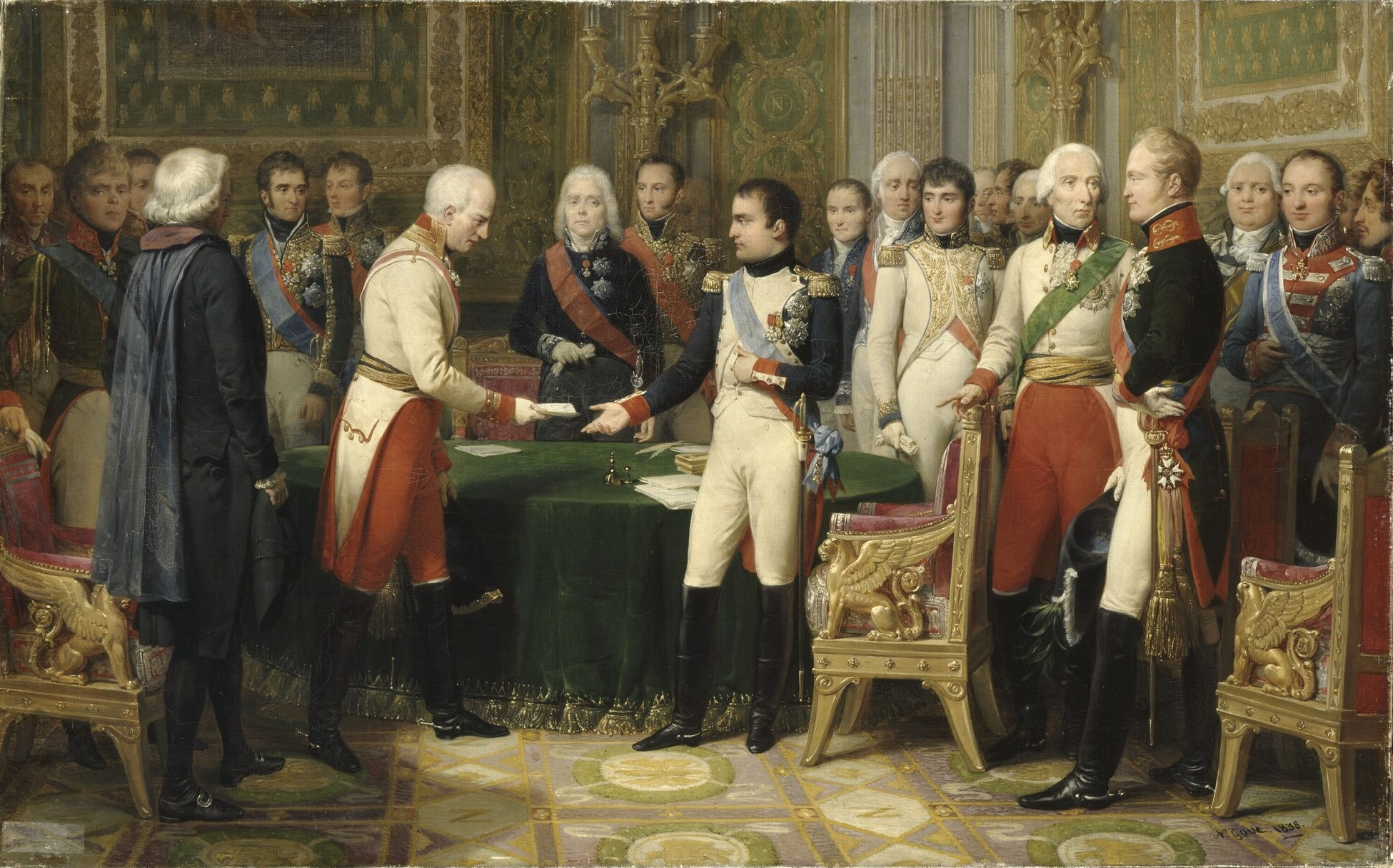
L'incontro di Erfurt.

Per ottenere rapidamente risultati decisivi Napoleone progettò un trasferimento in massa di buona parte della Grande Armata nella penisola iberica con una veloce marcia forzata dalla Germania; per mantenere la stabilità e la pace in caso di turbolenze in Prussia o di velleità bellicose in Austria l'imperatore riteneva di poter contare sulla solidarietà dello zar Alessandro con cui era stata conclusa una formale alleanza negli incontri di Tilsit. Per rinsaldare la coesione con lo zar e ottenere il suo appoggio e la sua collaborazione durante il tempo in cui la Grande Armata sarebbe stata impegnata in Spagna, Napoleone organizzò un incontro con Alessandro ad Erfurt. I colloqui, iniziati il 27 settembre, si conclusero con risultati deludenti per Napoleone; lo zar non fu impressionato dall'apparato scenografico organizzato dall'imperatore per rallegrare i colloqui, e non si dimostrò molto recettivo alle richieste francesi. Napoleone annunciò che finalmente avrebbe evacuato la Prussia, ma Alessandro, cosciente della posizione di debolezza dell'imperatore, sfruttò la situazione per ottenere dei vantaggi. Inoltre egli fu favorito dall'atteggiamento equivoco di Charles de Talleyrand che dispensò consigli allo zar spingendolo a non assecondare le richieste di Napoleone. 

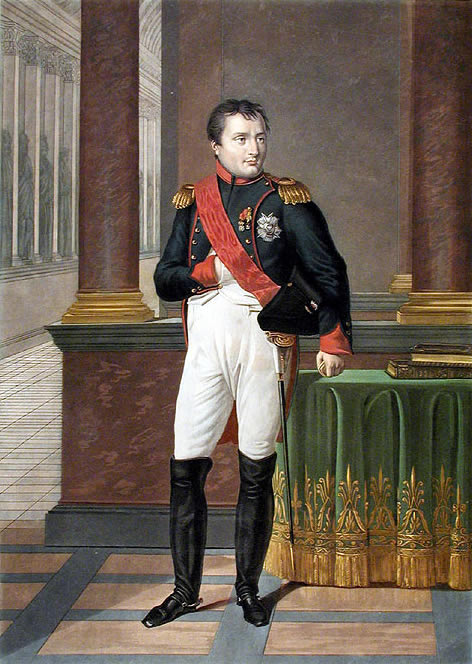
L'imperatore Napoleone.

Alessandro rifiutò di indirizzare pesanti minacce all'Austria in caso di atteggiamento aggressivo durante l'assenza dell'esercito francese impegnato in Spagna, nonostante che Napoleone avesse consentito a lasciare i Principati danubiani alla Russia e avesse promesso di evacuare anche il Granducato di Varsavia. La convenzione conclusa il 12 ottobre stabiliva che lo zar avrebbe "consigliato" all'Austria di mantenere la pace e che i russi avrebbero tentato una mediazione tra Francia e Gran Bretagna. Napoleone dovette accontentarsi di queste promesse, egli ritenne di aver guadagnato tempo sufficiente per risolvere il problema spagnolo e ritornare in primavera con le sue truppe. Lo stesso giorno della convenzione di Erfurt la Grande Armata venne riportata a ovest dell'Elba e ufficialmente sciolta; solo due corpi rimasero in Germania al comando del maresciallo Louis-Nicolas Davout sotto il nome di "Armata del Reno"; gli altri corpi erano già in marcia per la penisola iberica.
Il trasferimento della Grande Armata dalla Germania attraverso la Francia e oltre i Pirenei fu effettuato con pieno successo e dimostrò ancora una volta la capacità organizzativa dell'apparato militare, coordinato dal capo di stato maggiore, maresciallo Louis Alexandre Berthier, e la resistenza e lo spirito delle truppe. Dopo un brevissimo preavviso e senza alcuna informazione precisa, a partire dal 3 agosto i soldati, indisciplinati, scettici ma altamente motivati come sempre, percorsero prima la Germania fino al Reno stipati nel massimo disagio su mediocri carrette o vetture requisite. Giunti in Francia i soldati furono instradati verso i Pirenei a piedi con pochi mezzi e scarso equipaggiamento. Le truppe della Grande Armata arrivarono in Spagna entro la prima settimana di novembre in condizioni materiali deplorevoli ma con il morale alto e decisi a battersi agli ordini dell'imperatore.
Napoleone aveva lasciato Parigi il 28 ottobre; giunto a Bayonne il 3 novembre, si irritò fortemente per le manchevolezze dell'intendenza e per le carenze di equipaggiamenti per i suoi soldati; il 4 novembre incontrò il fratello Giuseppe e assunse il completo controllo delle esercito e dell'amministrazione; già in precedenza aveva sarcasticamente criticato il fratello per le sue intempestive disposizioni operative che erano state totalmente respinte anche dai marescialli arrivati sul posto. I soldati francesi della Grande Armata arrivati in Spagna compresero subito le caratteristiche di estrema violenza e brutalità di questa nuova guerra.

### Articolazione dell'Armata di Spagna nel novembre 1808[24]

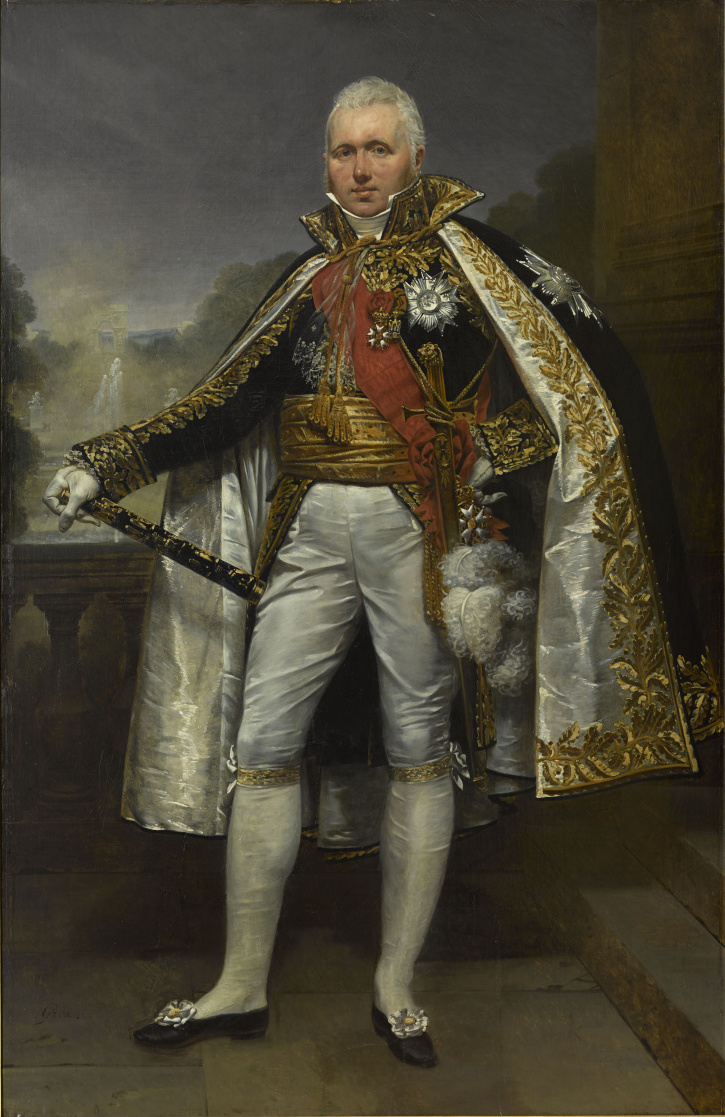
I corpo d'armata, maresciallo Claude Victor
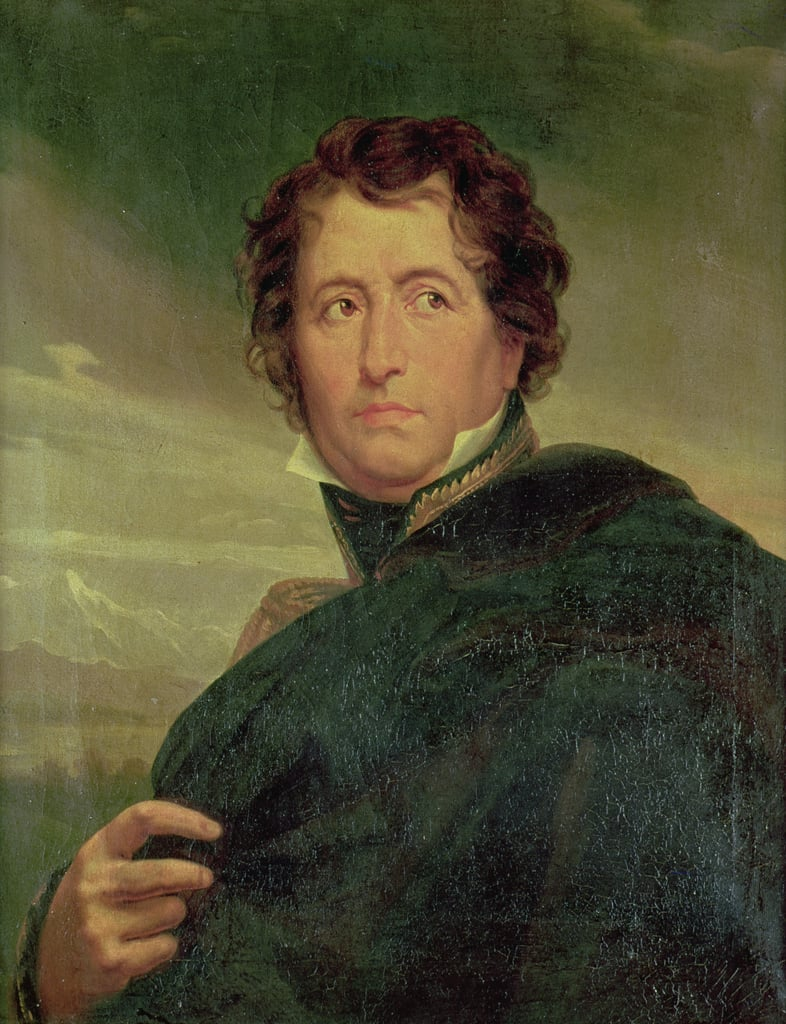
II corpo d'armata, maresciallo Nicolas Soult
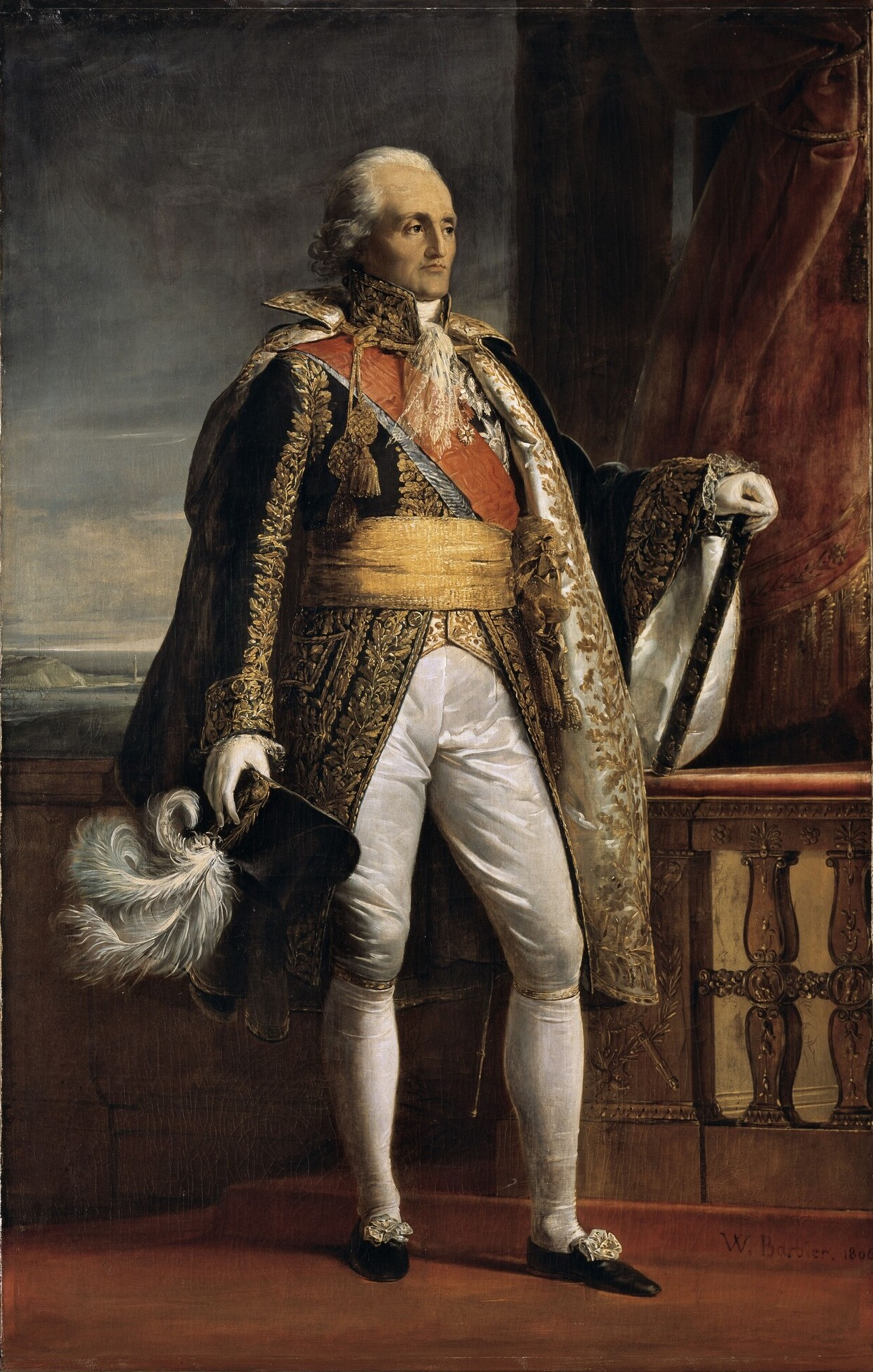
III corpo d'armata, maresciallo Jeannot de Moncey
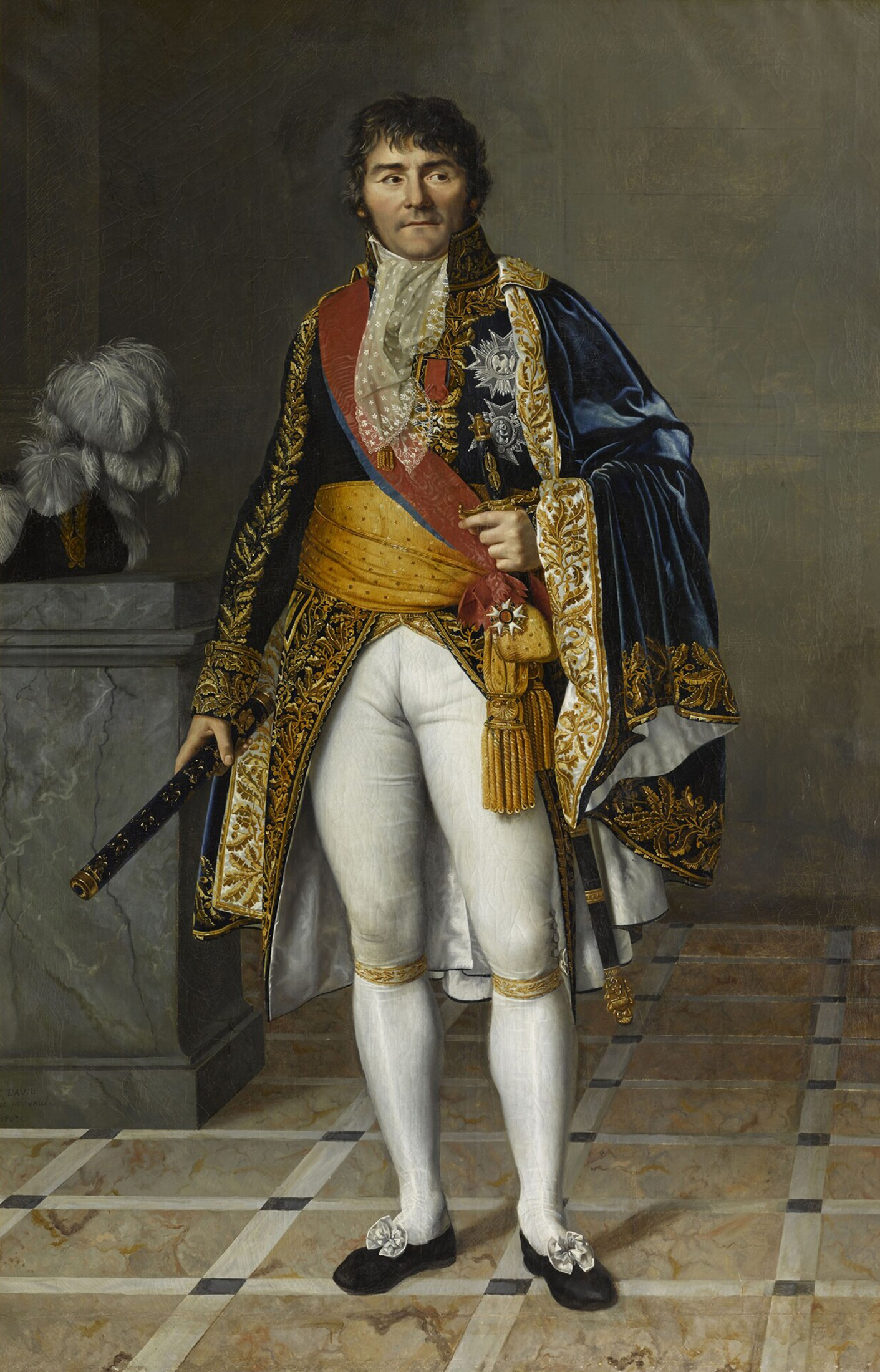
IV corpo d'armata, maresciallo François Joseph Lefebvre
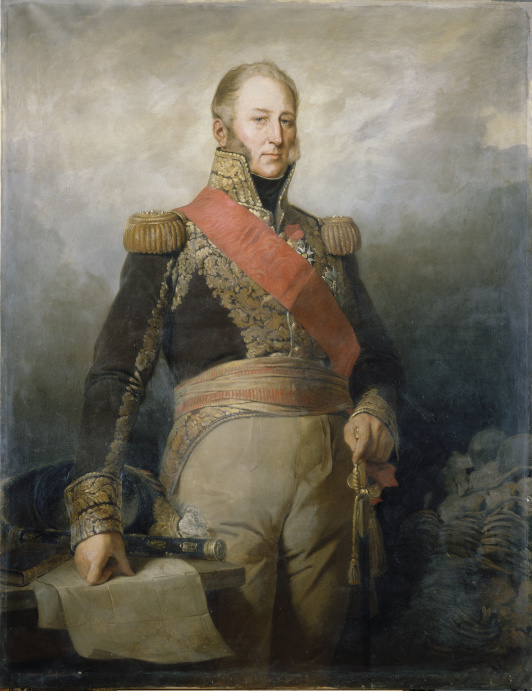
V corpo d'armata, maresciallo Édouard Mortier
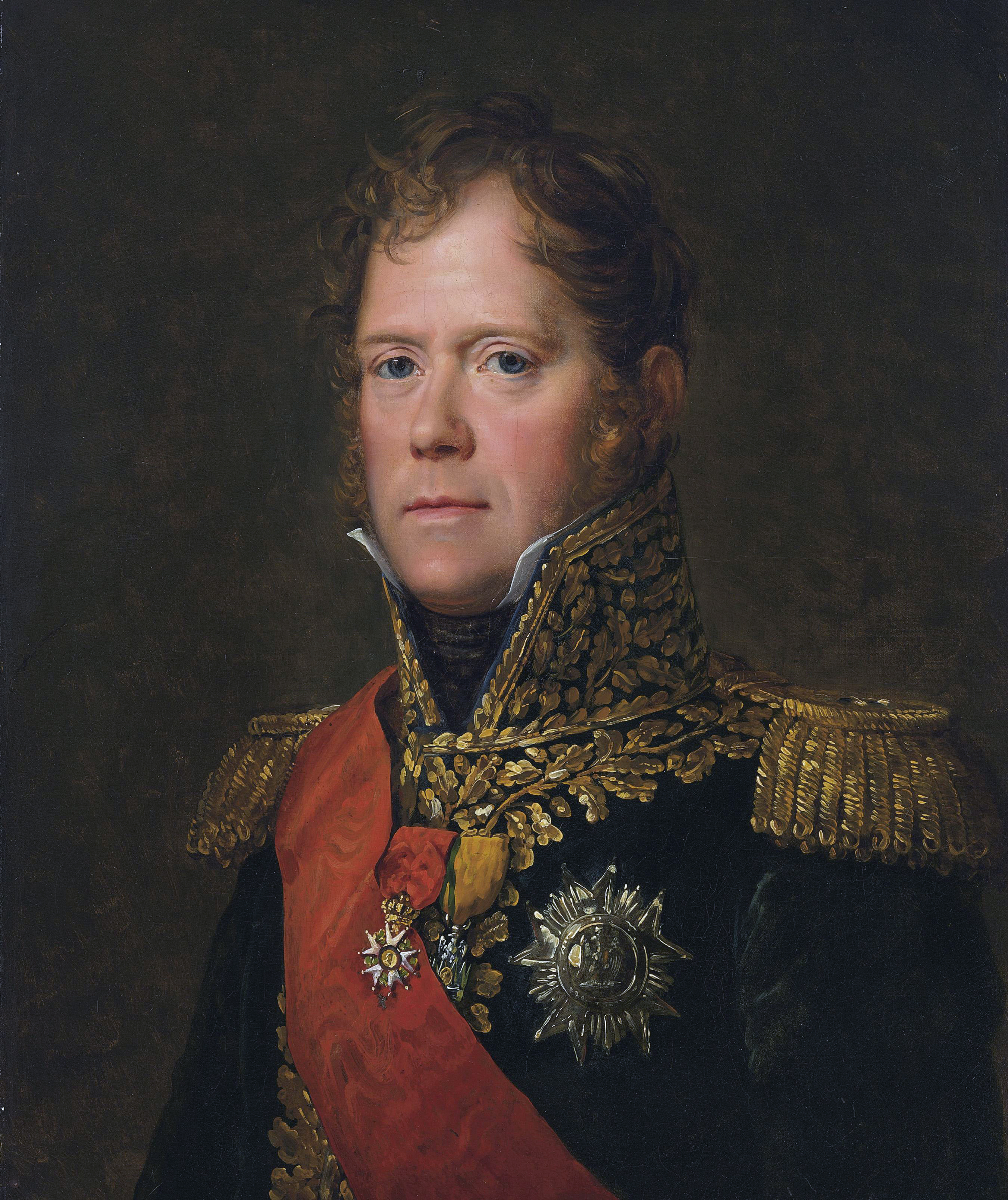
VI corpo d'armata, maresciallo Michel Ney
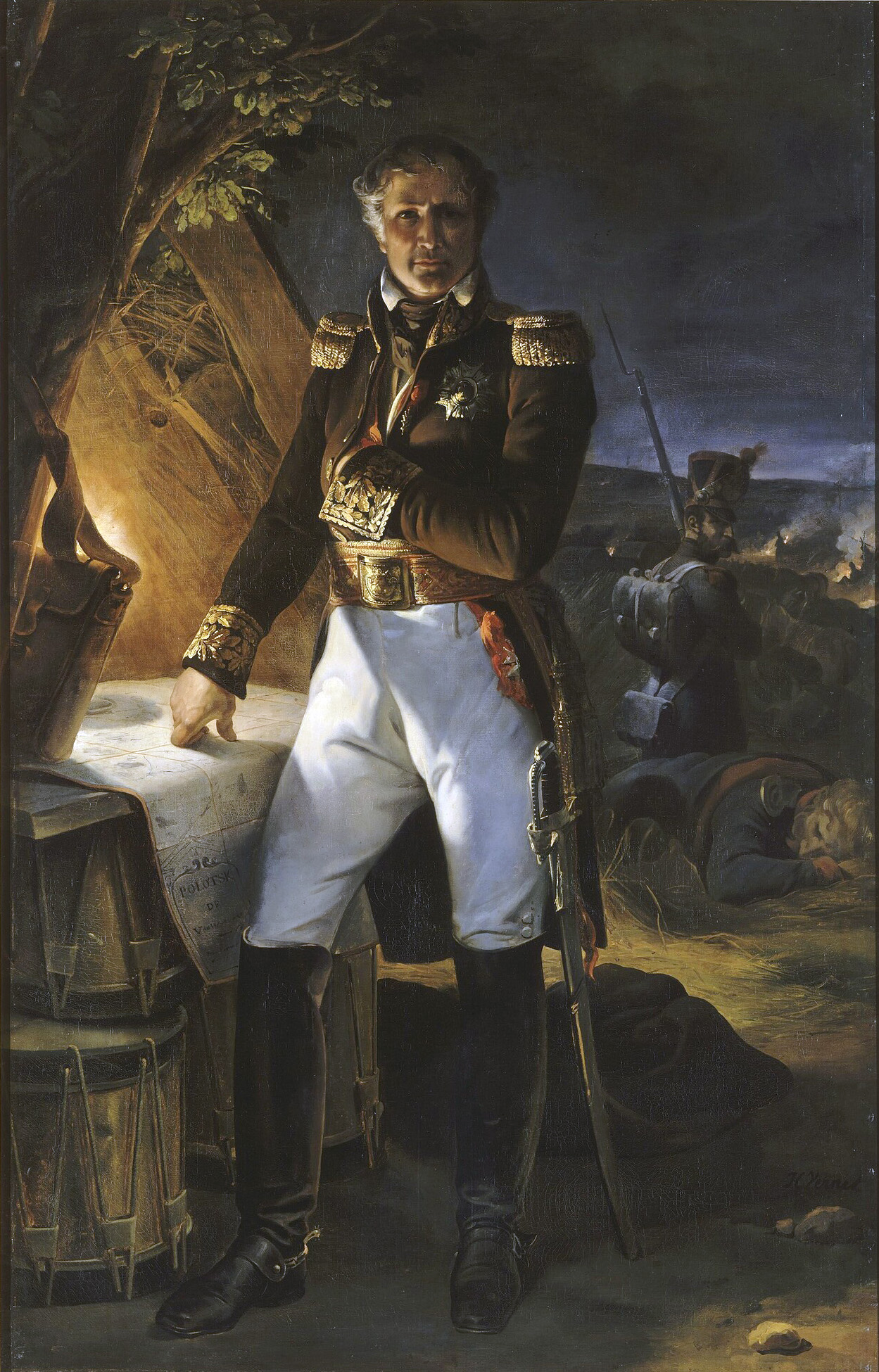
VII corpo d'armata, generale Laurent de Gouvion-Saint-Cyr
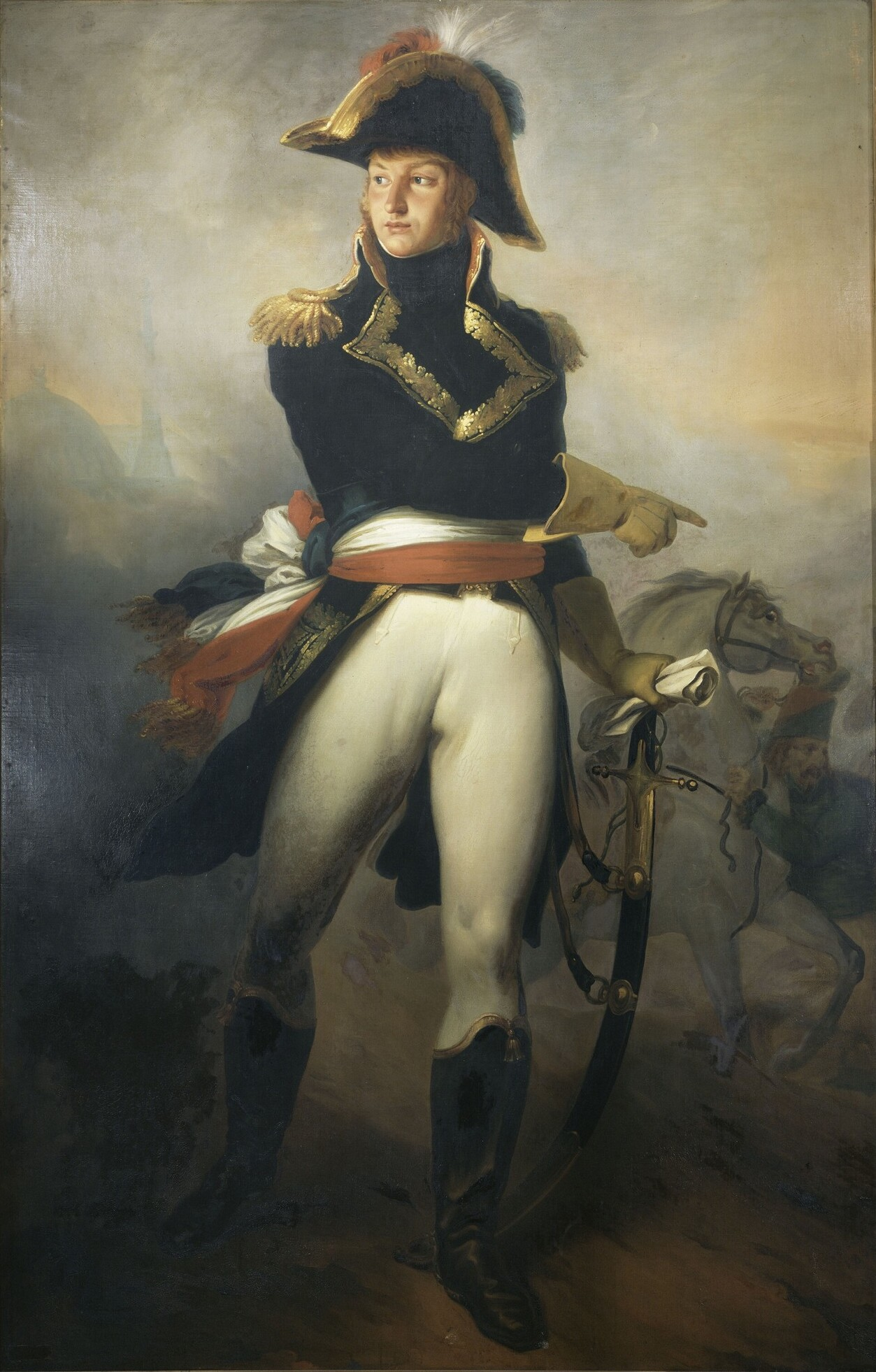
VIII corpo d'armata, generale Jean-Andoche Junot

## La Grande Armata in Spagna

### Prime vittorie di Napoleone
Napoleone lasciò Bayonne la mattina del 5 novembre 1808 e si recò a Vitoria, accompagnato dal maresciallo Nicolas Soult e dal maresciallo Jean Lannes; in questa città egli assunse il comando della Armata di Spagna; in quel momento l'imperatore disponeva di circa 120 000 soldati, organizzati in sei corpi d'armata, di cui il I, IV e VI provenienti dal fronte tedesco, oltre alla Guardia imperiale, dato che altri due corpi erano ancora in marcia. Napoleone arrivò a Vitoria in serata, e studiò rapidamente, sulla base delle informazioni disponibili, il suo piano di campagna. Napoleone per il momento non disponeva ancora di tutte le sue forze; il V corpo del maresciallo Édouard Mortier era ancora a nord dei Pirenei e l'VIII corpo del generale Junot, evacuato dal Portogallo dopo la convenzione di Sintra, era ancora in fase di sbarco sulle coste francesi. Inoltre il I corpo del maresciallo Claude Victor e il IV corpo del maresciallo François Joseph Lefebvre sul fianco destro dell'armata non erano ancora concentrati; al centro il II corpo del maresciallo Jean Baptiste Bessières era a Briviesca; sull'ala sinistra il III corpo del maresciallo Jeannot de Moncey occupava Tafalla e Estella, mentre più dietro si stavano avvicinando a Vitoria il VI corpo del maresciallo Michel Ney e la Guardia imperiale.

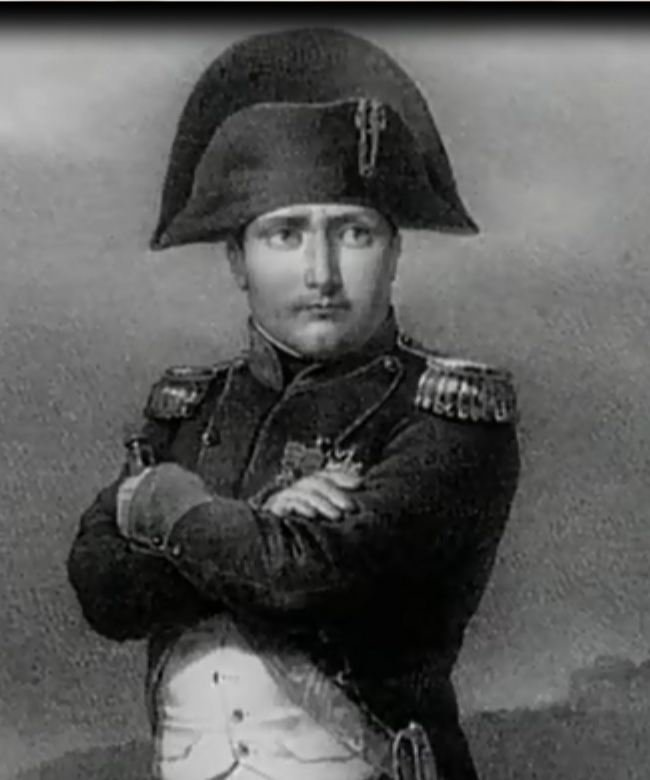
L'imperatore Napoleone.

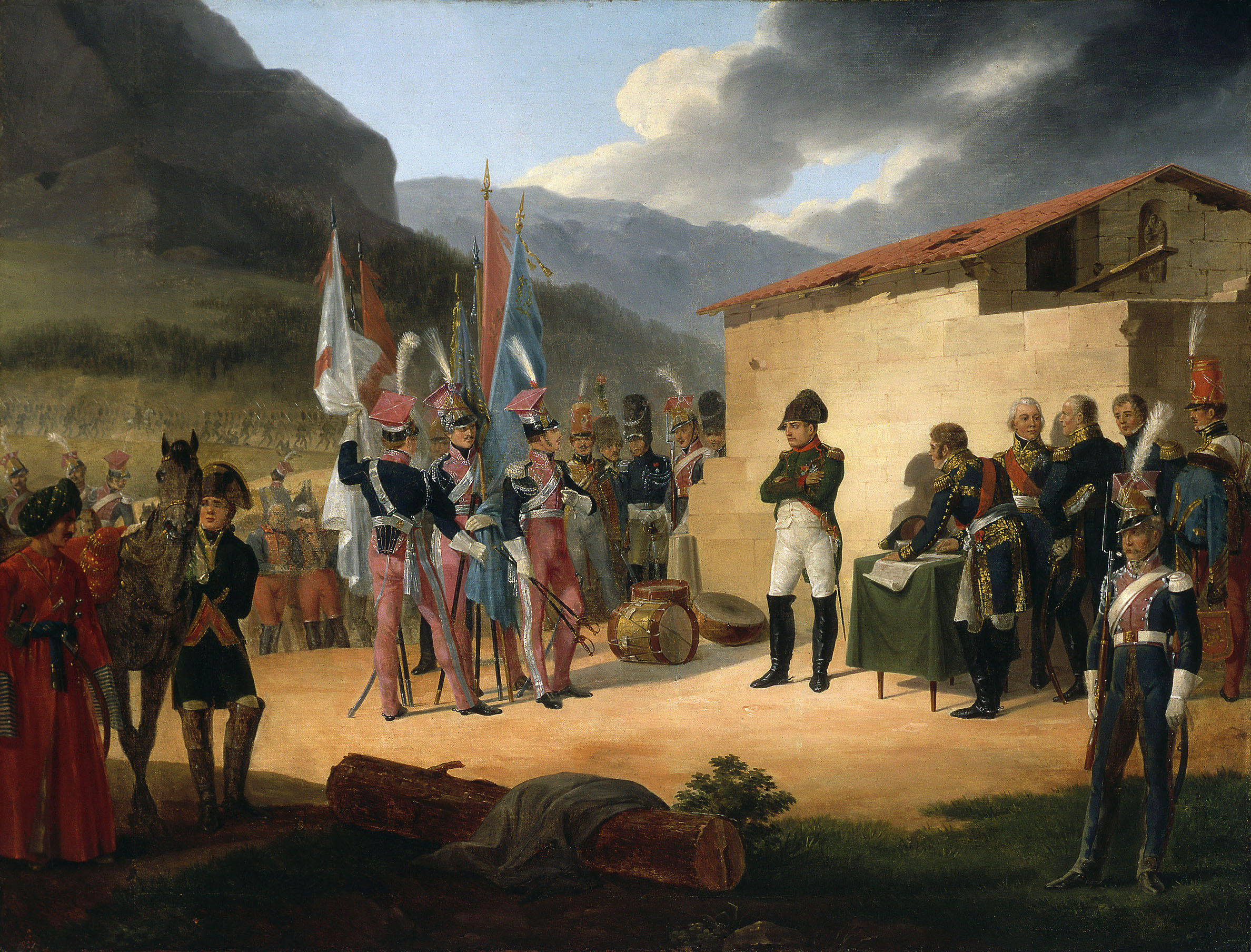
Napoleone durante le fasi iniziali della campagna.

Il piano ideato dall'imperatore intendeva sfruttare la debolezza dello schieramento nemico e gli errori tattici degli spagnoli per sbaragliare le loro forze e ottenere una rapida vittoria completa. La dislocazione delle forze spagnole era molto imprudente e, a causa della carenza di collegamenti e della dispersione, le esponeva ad essere frammentate e sconfitte separatamente da Napoleone. Eccessivamente ottimisti e scarsamente coesi, i generali spagnoli progettavano anche manovre offensive e sottovalutavano il pericolo; inoltre le loro forze erano numericamente insufficienti. Alla fine di ottobre il generale Blake guidava sull'ala sinistra, alle foci dell'Ebro, l'armata di Galizia, costituita da soli 32 000 uomini, mentre l'armata del Centro del generale Castaños aveva 34 000 soldati raggruppati a sud e a est di Logroño senza alcun collegamento con il generale Blake; sull'ala destra erano schierati i 25 000 uomini dell'armata d'Aragona del generale José Palafox. 
Per assicurare il collegamento tra i generali Blake e Castaños si stava avvicinando dall'Estremadura la piccola armata del generale José Galluzo, costituita da soli 13 000 uomini che marciavano verso Burgos. Altre forze erano disperse più indietro, mentre i 10 000 soldati del generale marchese La Romana, provenienti dalla Danimarca, stavano sbarcando a Santander. Inoltre il corpo di spedizione britannico, efficiente e ben equipaggiato, era in grave ritardo; il generale Moore si mosse solo in ottobre e avanzò lentamente da Salamanca verso Valladolid con 20 000 uomini, dopo aver lasciato a Lisbona il generale John Cradock con altri 10 000 soldati; il generale Baird era appena sbarcato a La Coruña con 13 000 uomini e avrebbe dovuto congiungersi con Moore. Una simile dispersione di forze esponeva facilmente ad essere attaccata e accerchiata dalle classiche manovre combinate ideate da Napoleone.
Napoleone riteneva utile per la sua strategia che le diverse armate spagnole non fossero attaccate prematuramente e continuassero a sottovalutare il pericolo, nel frattempo egli avrebbe completato il raggruppamento dell'armata; quindi un violento attacco al centro in direzione di Burgos avrebbe frammentato definitivamente lo schieramento avversario e sarebbe stato seguito da due manovre aggiranti contemporanee condotte sull'ala destra dal I corpo del maresciallo Victor e del IV corpo del maresciallo Lefebvre contro l'armata del generale Blake, e sull'ala sinistra dal VI corpo del maresciallo Ney e dal III corpo del maresciallo Moncey contro le armate dei generali Castaños e Palafox. Tuttavia quando l'imperatore arrivò a Vitoria il 5 novembre la situazione era parzialmente cambiata a causa di alcuni errori tattici dei suoi luogotenenti ed egli dovette modificare in parte il suo piano di campagna. 

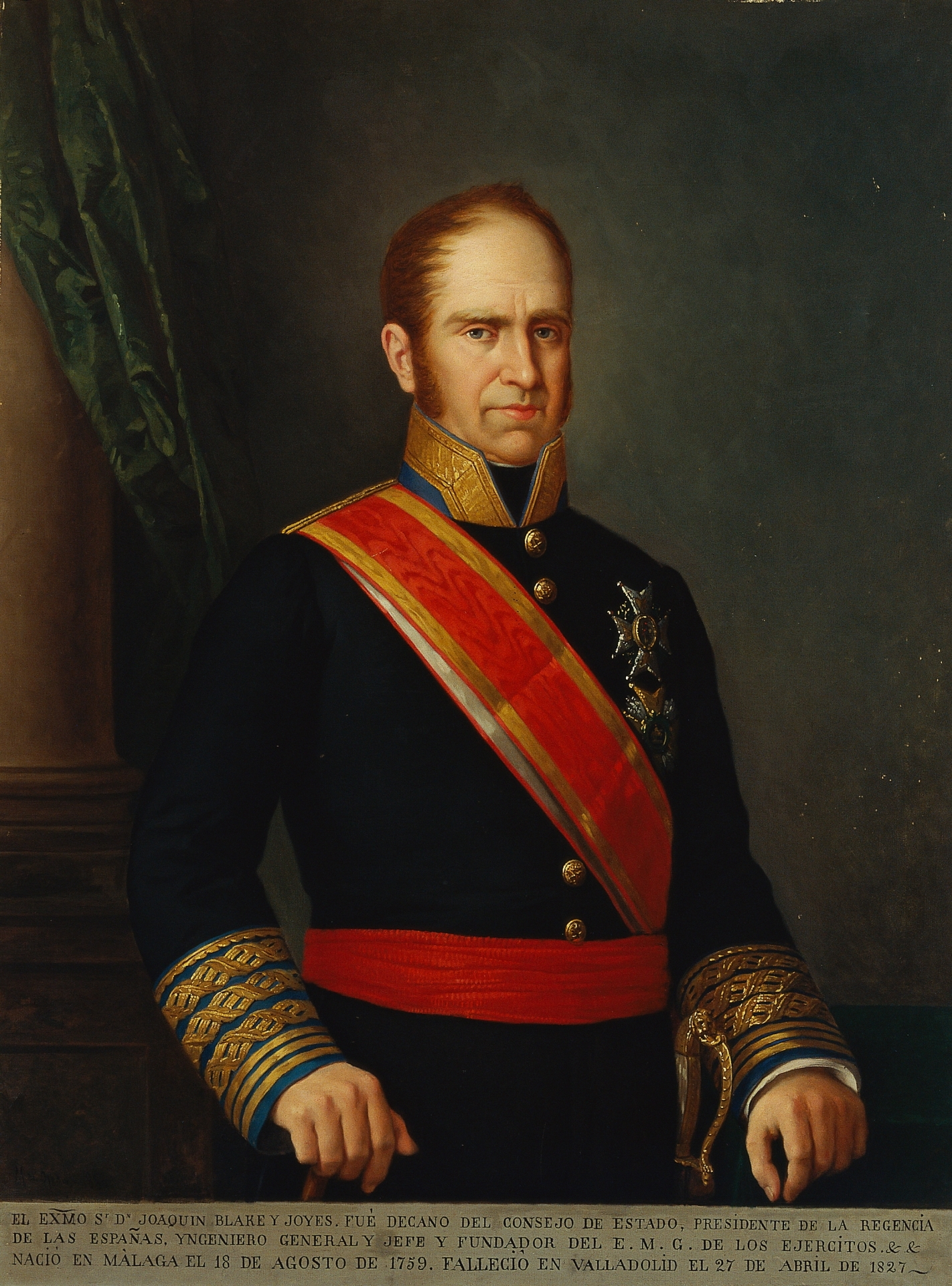
Il generale spagnolo Joaquín Blake, comandante dell'Armata di Galizia.

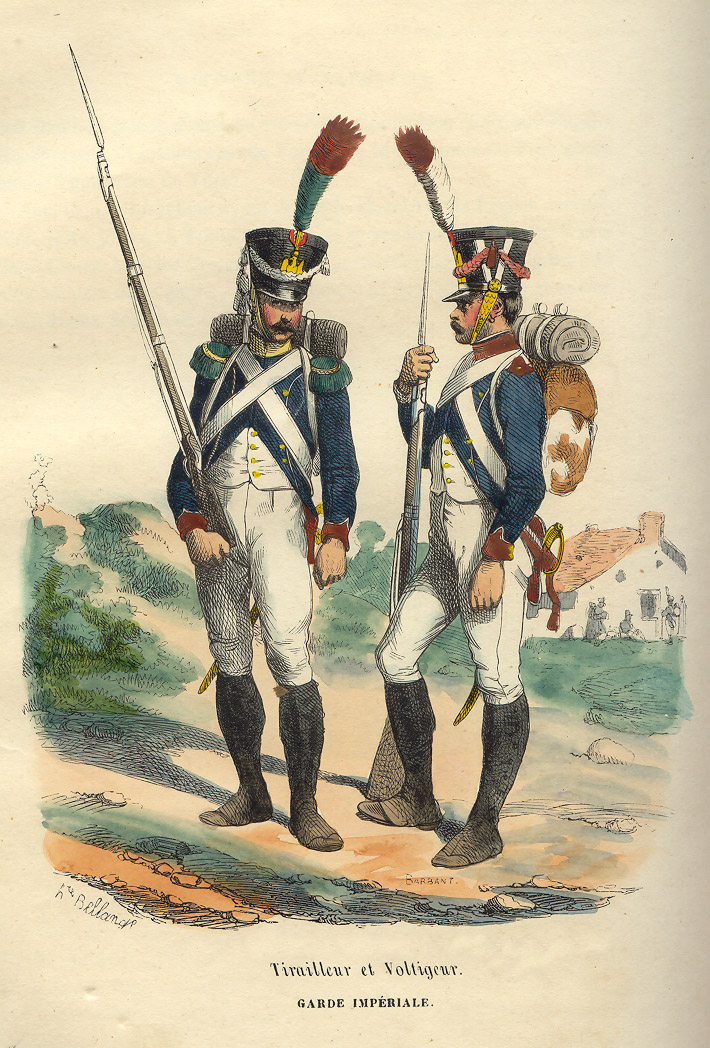
Fanteria leggera francese.

I marescialli Ney e Moncey effettuarono correttamente la marcia di avvicinamento senza allarmare le forze spagnole dell'armata del Centro, ma il 31 ottobre il maresciallo Lefebvre, contrariamente agli ordini, attaccò a Pancorbo con 21 000 uomini l'avanguardia dispersa, costituita da 19 000 uomini, dell'armata spagnola del generale Blake. I francesi ebbero la meglio e gli spagnoli furono duramente battuti ma il generale Blake, intimorito dalla sconfitta, iniziò subito a ripiegare verso ovest allontanandosi di oltre 70 chilometri dall'ala destra francese, fattore che poteva mettere a rischio la riuscita dei piani dell'imperatore. Giunto a Vitoria il 6 novembre e irritato per la precipitazione del maresciallo Lefebvre, Napoleone decise di accelerare i movimenti e passare decisamente all'offensiva. Il I e il IV corpo avrebbero dovuto spingere a fondo l'inseguimento dell'armata del generale Blake per raggiungerla e attaccarla, mentre il II corpo del maresciallo Bessierès avrebbe dovuto marciare subito su Burgos e, dopo averla conquistata, deviare a nord alle spalle dell'armata spagnola per tagliarla fuori dalle retrovie; per il momento invece i marescialli Ney e Moncey avrebbero dovuto sospendere manovre aggressive contro le forze dei generali Castaños e Palafox. Il 7 novembre l'armata di Spagna diede inizio all'offensiva generale.

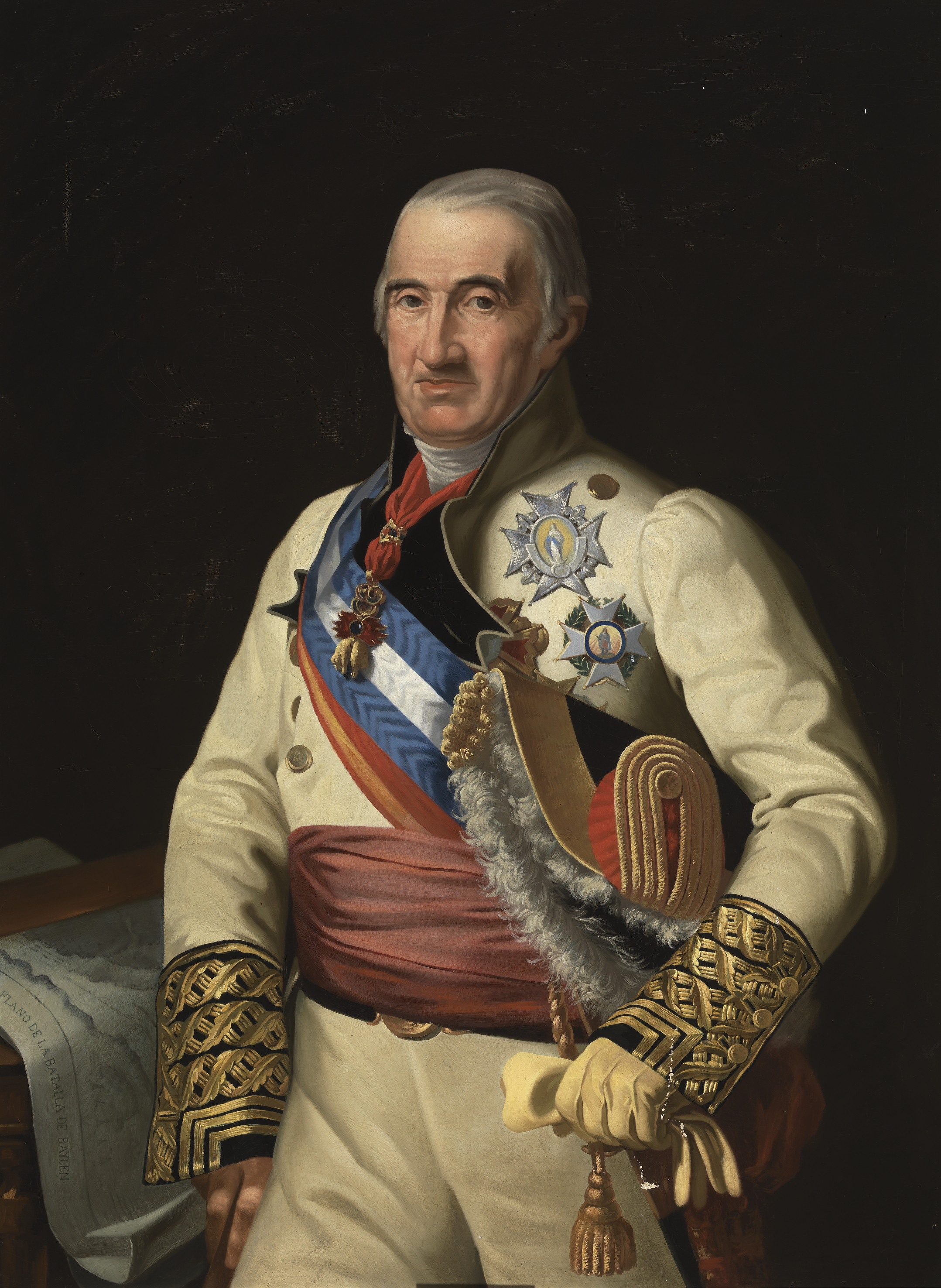
Il generale spagnolo Francisco Javier Castaños, comandante dell'Armata del Centro.

Napoleone ebbe modo subito di criticare alcuni suoi generali e dovette intervenire per velocizzare l'avanzata; il 4 novembre l'avanguardia del maresciallo Victor era stata sorpresa a Valmaceda dalle truppe spagnole del generale Blake che, rinforzate dal corpo di truppe del generale La Romana, avevano interrotto la ritirata e avevano ripreso a marciare verso est; l'intervento delle truppe del maresciallo Lefebvre costrinse in breve il nemico a ripiegare, ma l'imperatore fu molto scontento. Inoltre egli, appreso che il maresciallo Bessieres non aveva ancora raggiunto Burgos lo sostituì al comando del II corpo con l'esperto maresciallo Soult che prese la guida delle truppe il 9 novembre e diresse con grande energia l'attacco decisivo al centro dello schieramento difeso solo dalla piccola armata d'Estremadura del generale Galluzo, passata al comando del Conte de Belveder; Napoleone seguì con 67 000 uomini, l'avanzata del maresciallo Soult su Burgos.
Il 10 novembre il maresciallo Soult attaccò con 24 000 uomini l'armata d'Estremadura; nella battaglia di Gamonal l'attacco frontale dei francesi e le cariche della cavalleria sbaragliarono rapidamente le truppe spagnole che si dispersero dopo aver perso 4 000 uomini e 16 cannoni, e il maresciallo occupò nella stessa serata Burgos; le truppe saccheggiarono la città, dove Napoleone arrivò alle sette del mattino dell'11 novembre. Raggiunta questa posizione centrale, l'imperatore poté quindi sviluppare la sua manovra di aggiramento. Il maresciallo Soult proseguì le operazioni e mentre alcune colonne marciavano facilmente verso Valladolid, egli con il grosso del II corpo si diresse subito a nord verso Reinosa per intercettare le forze del generale Blake che nel frattempo erano state attaccate il 10 novembre dal maresciallo Victor con 21 000 uomini. Gli attacchi iniziali francesi non furono ben coordinati e furono respinti ma alla fine il maresciallo riorganizzò le sue forze e il mattino dell'11 novembre la battaglia di Espinosa de los Monteros terminò con la disfatta dell'armata di Galizia del generale Blake che, dopo aver perso 3 000 uomini, si ritirò in rotta verso ovest.
Rassicurato da questi successi, Napoleone diede avviò, dopo aver diretto il maresciallo Soult su Reinosa per tagliare la ritirata dell'armata di Galizia, anche alla seconda manovra aggirante nelle retrovie delle forze spagnole del centro e dell'ala destra. Quindi, mentre l'imperatore rimaneva a Burgos per controllare i movimenti strategici, il 13 novembre il maresciallo Ney, con il VI corpo ed altre truppe della riserva, avanzò dalla posizione centrale verso Aranda de Duero, da dove avrebbe poi dovuto marciare verso est per intercettare le comunicazioni dei generali Castaños e Palafox.

### Marcia su Madrid
Le abili manovre architettate da Napoleone non ottennero i successi completi previsti dall'imperatore a causa delle difficoltà del terreno e di alcuni errori tattici dei comandanti, ma ugualmente dispersero le armate nemiche che non furono più in grado di offrire una resistenza organizzata; il maresciallo Soult condusse la marcia su Reinosa con grande energia e percorse in tre giorni oltre cento chilometri su un terreno aspro e irregolare, le truppe francesi del II corpo entrarono a Reinosa il 14 novembre dove si congiunsero con le forze del I corpo del maresciallo Victor e del IV corpo del maresciallo Lefebvre che avanzavano da est, ma gli spagnoli erano già sfuggiti. Il generale Blake riuscì ad evitare la trappola e, percorrendo strade secondarie di montagna in un rigido clima invernale, riuscì il 23 novembre a raggiungere León con i 10 000 soldati superstiti della sua armata. I tre corpi francesi rimasero concentrati per alcuni giorni a Reinosa dove poterono saccheggiare i magazzini e rifornire i soldati provati dalla marce forzate. 

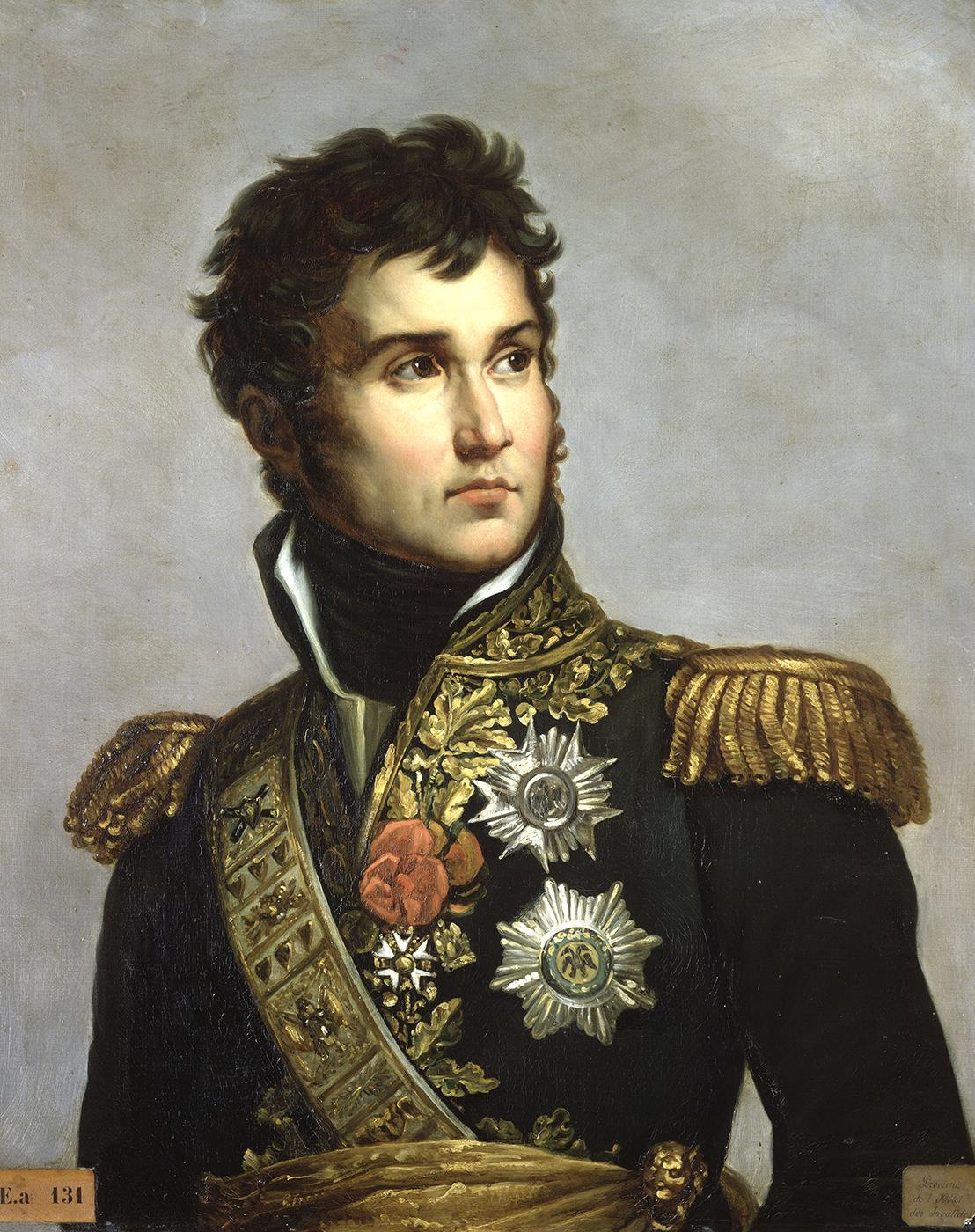
Il maresciallo Jean Lannes, vincitore della battaglia di Tudela.

Napoleone, dopo la fuga del generale Blake, decise di dirigere il maresciallo Lefebvre verso Carrión de los Condes, mentre il maresciallo Victor sarebbe sceso a Burgos e il maresciallo Soult avrebbe marciato su Santander; il maresciallo Soult raggiunse e occupò Santander il 16 novembre e avanzò poi attraverso le montagne della Cantabria per avvicinarsi al raggruppamento principale dell'imperatore e poter partecipare a un'eventuale battaglia finale; il 22 novembre Napoleone ripartì da Burgos per raggiungere Aranda dove contava di organizzare l'avanzata su Madrid. Nel frattempo era in corso la seconda manovra di aggiramento contro l'ala destra spagnola. Il 21 novembre il generale Castaños, informato dell'avvicinamento di numerose colonne francesi, aveva ripiegato su Tudela dove venne raggiunto e attaccato il 23 novembre dal maresciallo Jean Lannes che aveva assunto il comando di un raggruppamento di 29 000 fanti e 5 000 cavalieri costituito dal III corpo del maresciallo Moncey ed altre forze; il generale spagnolo, invece di ripiegare ulteriormente decise di combattere ma la battaglia di Tudela si concluse con una netta sconfitta spagnola. Solo una parte dei 45 000 soldati spagnoli presero parte alla battaglia mentre altri si dispersero; l'attacco del maresciallo Lannes ebbe successo, Tudela venne conquistata e saccheggiata e il nemico perse oltre 4 000 uomini e 26 cannoni. 

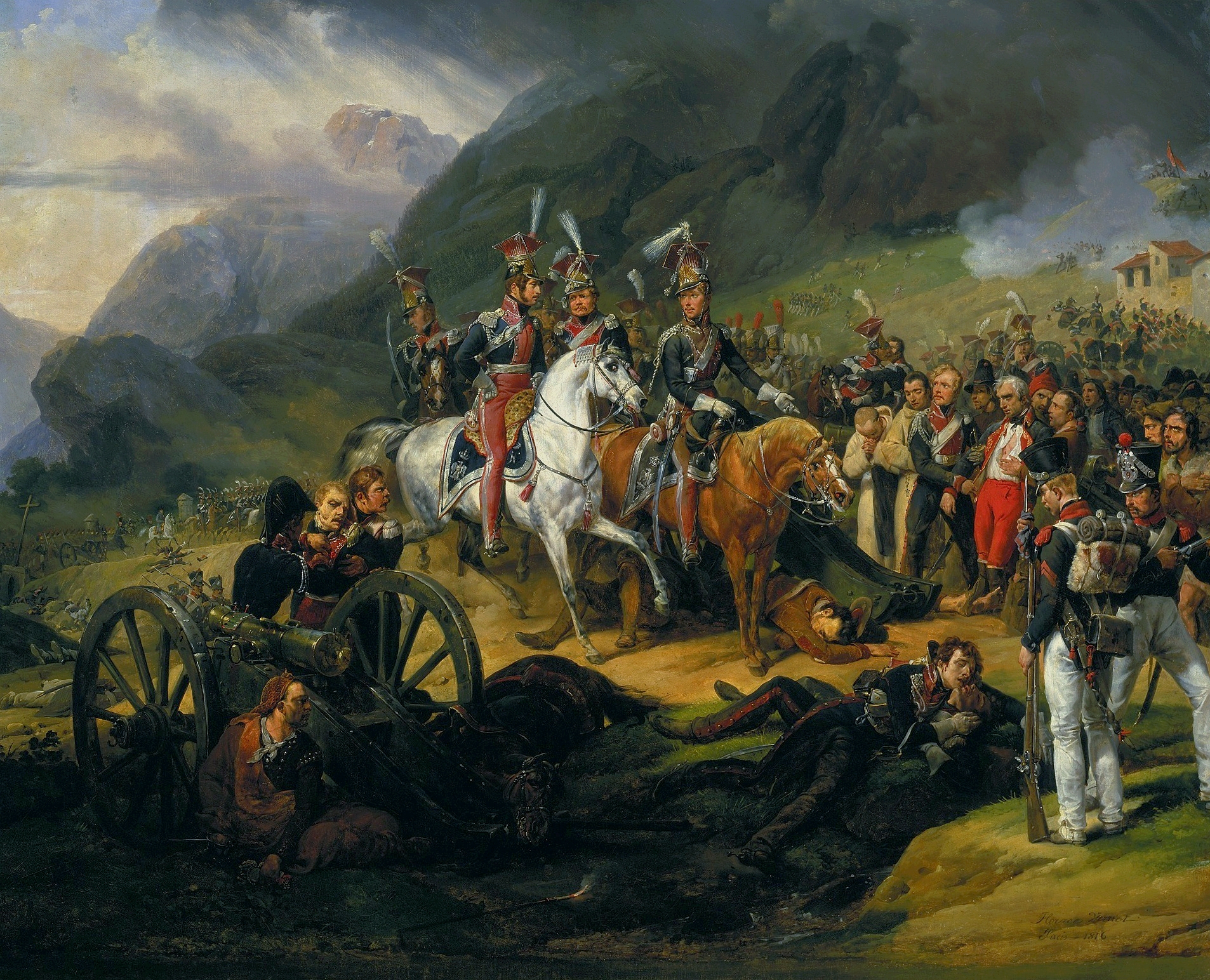
I cavalieri polacchi alla battaglia di Somosierra.

La manovra progettata da Napoleone prevedeva che le forze spagnole sbaragliate dal maresciallo Lannes avrebbero dovuto essere accerchiate dall'arrivo alle loro spalle del VI corpo del maresciallo Ney proveniente da Aranda; ma i movimenti furono mal congegnati; le truppe del maresciallo Ney non poterono iniziare a muovere prima del 20 novembre e, nonostante gli strenui sforzi del maresciallo che cercò di velocizzare al massimo la marcia di 180 chilometri, non raggiunsero Tarazona prima del 26 novembre, quando ormai i resti delle forze dei generali Castaños e Palafox erano già fuggiti verso Cuenca e Calatayud. L'imperatore accusò il maresciallo Ney di aver perso tempo inutilmente, ma verosimilmente, a causa dei problemi di tempo e delle caratteristiche del territorio, il comandante francese non avrebbe potuto avanzare più in fretta.
Dopo queste vittorie Napoleone aveva ormai disperso lo schieramento spagnolo e, avendo raggiunto una dominante posizione centrale, era in grado di marciare sulla capitale, mentre stavano affluendo oltre i Pirenei i corpi di rinforzo del maresciallo Mortier e del generale Junot. Nonostante le difficoltà organizzative, i segni di stanchezza e indisciplina delle truppe, i saccheggi, le carenze di mezzi e materiali, la costante ostilità della popolazione, l'armata francese agli ordini dell'imperatore in pochi giorni aveva raggiunto importanti risultati strategici. Il 23 novembre Napoleone poté concentrare ad Aranda oltre 45 000 soldati del I corpo del maresciallo Victor, della Guardia e della riserva di cavalleria; il nuovo piano dell'imperatore prevedeva di avanzare su Madrid con queste forze attraverso la Sierra de Guadarrama, mentre il maresciallo Lefebvre con il IV corpo avrebbe protetto il fianco destro e il maresciallo Ney avrebbe coperto con il VI corpo il fianco sinistro avanzando su Guadalajara; il maresciallo Soult da Saldaña avrebbe occupato León, infine il maresciallo Lannes avrebbe assaltato Saragozza. Oltre 130 000 soldati francesi presero parte alla nuova offensiva che ebbe inizio il 28 novembre.
La Giunta centrale spagnola, intimorita dalla serie di sconfitte, cercò di improvvisare con le deboli forze a disposizione la difesa della capitale; dopo aver destituito i tre generali sconfitti Blake, Castaños e Belveder, i membri della giunta insurrezionale affidarono al generale Eguia, comandante nominale, i reparti del generale Benito San Juan e del generale Heredia, costituiti in totale da circa 20 000 soldati, per sbarrare i valichi più importanti della Sierra; il passo di Somosierra e le gole dei monti Guadarrama. Si trattava di forze insufficienti, non in grado di resistere a lungo alle preponderanti truppe francesi; la giunta agiva nella confusione e venne anche respinta la proposta di richiedere l'aiuto del corpo di spedizione del generale Moore che marciava da Salamanca.
Napoleone decise di sferrare l'attacco principale al passo di Somosierra, lasciando solo forze di copertura nelle gole di Guadarrama; il 29 novembre i francesi raggiunsero i piedi delle montagne e iniziarono ad esplorare le posizioni nemiche, i reparti del I corpo del maresciallo Victor occuparono il villaggio di Bocaguilles. Il generale San Juan aveva ulteriormente diviso le sue forze e sul passo disponeva di soli 9 000 soldati, mentre altri 3 500 uomini erano schierati nel villaggio di Sepulveda; la sera del 29 novembre una brigata della Guardia attaccò il villaggio ma venne respinta, tuttavia la guarnigione spagnola, minacciata dalle crescenti forze francesi, preferì ritirarsi in direzione di Segovia, aggravando la situazione del generale San Juan a Somosierra. 

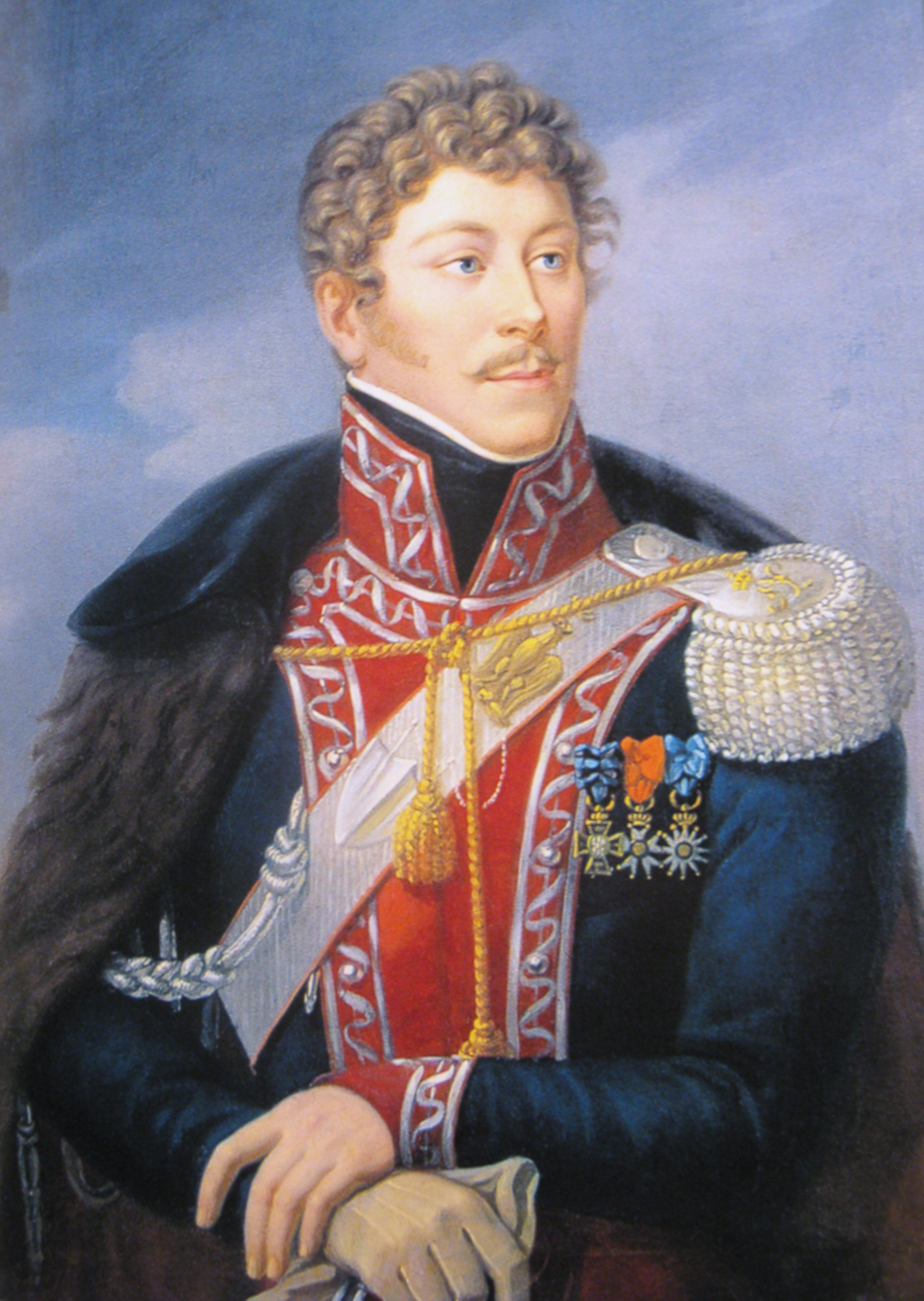
Il capitano polacco Jan Kozietulski che guidò i cavalieri polacchi alla battaglia di Somosierra.

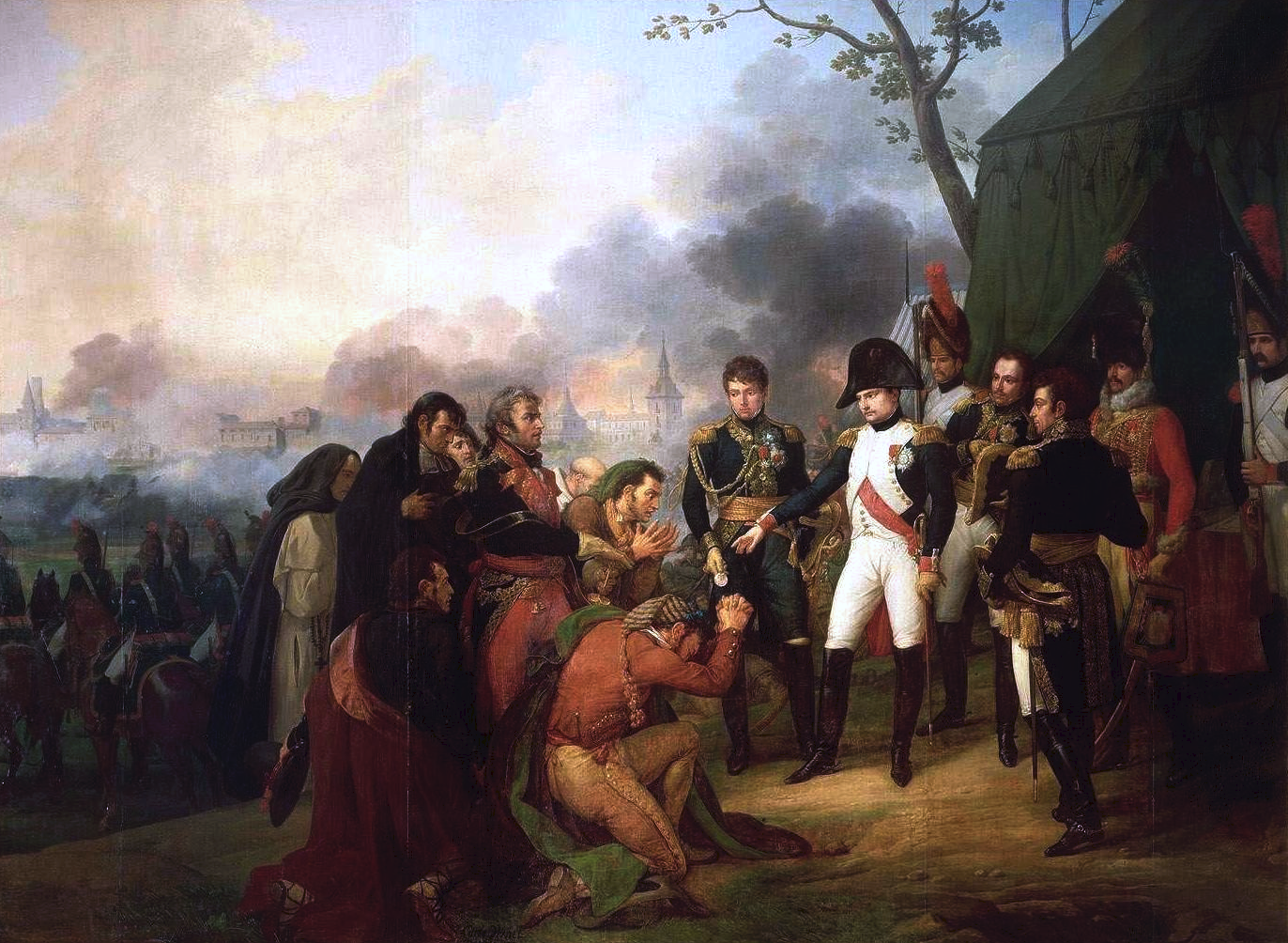
Napoleone riceve la deputazione spagnola alle porte di Madrid.

Il passo di Somosierra era situato a 1 438 metri di altezza ed era costituito da una stretta gola di due chilometri di lunghezza e circa trenta metri di larghezza, con un percorso tortuoso ed aspro; il mattino del 30 novembre Napoleone affidò l'attacco alla divisione del generale François Amable Ruffin, appartenente al I corpo, che avrebbe marciato divisa in tre colonne. La nebbia del mattino favorì le truppe francesi che si avvicinarono al valico, ma le due colonne laterali furono fortemente contrastate e proseguirono solo con esasperante lentezza. L'imperatore, spazientito dal ritardo, decise di sferrare un attacco decisivo attraverso la gola con la cavalleria; il reparto polacco del capitano Jan Kozietulski avrebbe guidato con i suoi 250 uomini la temeraria carica lungo i tornanti del valico sotto il fuoco dei difensori. L'attacco della cavalleria polacca attraverso la gola di Somosierra fu molto sanguinoso, solo quaranta cavalieri sopravvissero e lo stesso Kozietulski venne ferito, ma alla fine i superstiti, guidati dal generale Louis-Pierre Montbrun e dal tenente Niegolowski, travolsero le difese e conquistarono i cannoni; le truppe spagnole, prese dal panico, fuggirono in rotta. Alla vittoria parteciparono anche i reparti di fanteria del generale Ruffin che sloggiarono dalle alture i difensori; Napoleone, padrone del passo di Somosierra che apriva la strada per Madrid, ebbe parole di grande calore per i cavalieri polacchi.
Madrid si arrese alle truppe francesi il 4 dicembre; dopo la partenza della Giunta centrale per Badajoz, un'amministrazione provvisoria aveva cercato di organizzare la resistenza sfruttando il furore e l'emotività della popolazione, pur disponendo solo di 6 000 soldati e cento cannoni, e affidando le difese ai generali Morla e Castallar; il 2 dicembre Napoleone arrivò con l'esercito sulle alture dominanti la capitale. Dopo due intimazioni di resa respinte dalla giunta provvisoria e due attacchi francesi diretti personalmente dall'imperatore, che permisero di conquistare la zona del Retiro e altre importanti posizioni, alcuni parlamentari spagnoli furono inviati alle 17.00 del 3 dicembre al quartier generale imperiale dove furono trattati brutalmente da Napoleone. Alle ore 06.00 del 4 dicembre i generali Morla e de la Vera firmarono la resa della capitale, mentre l'esercito francese in alta uniforme faceva il suo ingresso a Madrid, accolto da un ostile silenzio degli abitanti chiusi nelle loro case.
Napoleone, apparentemente ancora convinto della possibilità di sottomettere gli spagnoli nonostante i segni di persistente resistenza, si installò al castello dell'Infantado a Chamartin ed emanò subito quattro decreti amministrativi che abolivano i diritti feudali, sopprimevano l'inquisizione, riducevano di un terzo i conventi e cancellavano le barriere doganali. Il 7 dicembre l'imperatore emanò anche un proclama alla popolazione invitando, con tono intimidatorio, alla sottomissione ed all'integrazione nel sistema di dominio francese in Europa.

### Inseguimento dei britannici
(Scritto di Napoleone in una lettera alla moglie Giuseppina del 31 dicembre 1808)
Dopo aver occupato Madrid, Napoleone aveva previsto di concludere la campagna inviando il maresciallo Lefebvre su Lisbona e il maresciallo Victor in Andalusia; egli sarebbe rimasto con 40 000 uomini nella capitale, mentre il maresciallo Mortier si sarebbe diretto a Saragozza per rinforzare le truppe del maresciallo Lannes e il maresciallo Soult avrebbe pacificato le province di León e Vecchia Castiglia. Egli prevedeva che le truppe britanniche presenti in Portogallo, che fino a quel momento erano rimaste praticamente inattive nella regione di Salamanca, senza intervenire in soccorso degli spagnoli, avrebbero continuato a ritirarsi e avrebbero preferito evacuare la penisola iberica.
In realtà il generale Moore, dubbioso sulla possibilità di resistere e informato delle sconfitte spagnole, il 28 novembre aveva effettivamente rinunciato a continuare ad avanzare con il suo corpo di spedizione e ordinato il ripiegamento dietro il Tago verso Lisbona. Tuttavia il comandante britannico fu indotto a cambiare i suoi piani dalla erronea notizia giuntagli il 5 dicembre che Madrid stava resistendo eroicamente all'esercito francese, e dalla lettera inviatagli dal generale marchese La Romana, comandante spagnolo nel León, con cui lo informava che, disponendo di 15 000 soldati regolari, egli era disponibile a passare all'offensiva in coordinamento con il corpo di spedizione britannico.

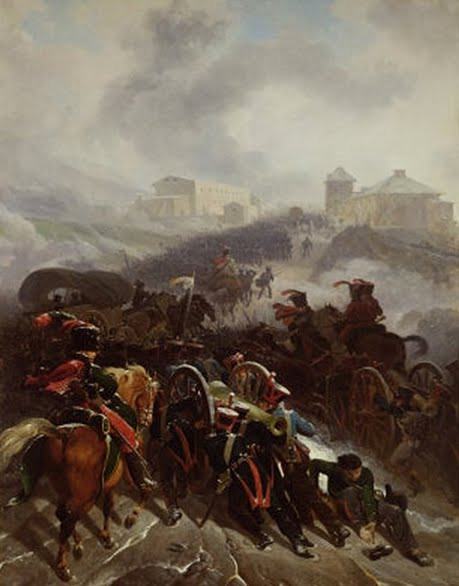
L'armata francese di Napoleone attraversa la Sierra di Guadarrama per cercare di accerchiare le truppe britanniche in ritirata.

Il generale Moore quindi, basando i suoi piani su queste errate premesse e calcolando che Napoleone non avesse più di 80 000 soldati a disposizione, ritenne possibile prendere l'offensiva, congiungersi con le truppe del marchese La Romana e con la divisione del generale Baird sbarcata a La Coruña e sferrare un attacco su Valladolid per minacciare le vie di comunicazioni dell'esercito francese concentrato intorno a Madrid. Il corpo di spedizione britannico si mise in movimento da Salamanca l'11 dicembre con 25 000 uomini e 66 cannoni, ma in quello stesso giorno il generale Moore venne a conoscenza che la capitale era già caduta fin dal 4 dicembre; tre giorni più tardi, grazie a un messaggio francese intercettato, apprese per la prima volta che l'armata francese in Spagna contava quasi 200 000 soldati e che il II corpo del maresciallo Soult si trovava a Saldaña in una posizione esposta, isolato dal grosso concentrato a Madrid e in procinto di avanzare su León.
Il generale Moore, nonostante queste negative notizie e la pericolosa situazione, prese l'audace decisione di continuare ad avanzare, sperando di poter attaccare di sorpresa il II corpo del maresciallo Soult in marcia di trasferimento; il 15 dicembre le truppe britanniche deviarono a nord, attraversarono il Tago a Zamora e il 20 dicembre si congiunsero con i 12 000 uomini della divisione del generale Baird; ma i piani del generale britannico fallirono in pochi giorni. Il 21 dicembre l'avanguardia britannica entrò in contatto a Sahagún con la cavalleria del maresciallo Soult; avvertito della vicinanza del nemico, il maresciallo francese poté quindi concentrare le sue truppe per affrontare il pericolo; inoltre il generale Moore arrestò la sua avanzata per due giorni e il 23 dicembre, venuto a conoscenza da un messaggio del marchese La Romana che grandi forze francesi stavano marciando verso nord attraverso la Sierra de Guadarrama, comprese finalmente che, continuando ad avanzare verso il II corpo nemico, rischiava di essere accerchiato e distrutto.

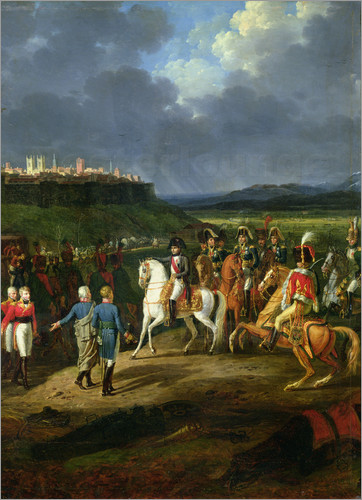
Napoleone incontra i prigionieri britannici ad Astorga nel gennaio 1809.

In realtà Napoleone già da alcuni giorni aveva appreso dalle notizie riferite da alcuni prigionieri e da un messaggio del generale Mathieu Dumas, presente a Burgos, della imprudente avanzata britannica; l'imperatore il 18 dicembre prese subito una serie di misure operative per sfruttare la situazione; egli progettò una manovra combinata a tenaglia per tagliare fuori i britannici dai porti atlantici di Vigo, La Coruña e El Ferrol e distruggerli; mentre il maresciallo Soult avrebbe dovuto trattenere il nemico con il II corpo rafforzato fino a 30 000 soldati, egli sarebbe avanzato personalmente con 80 000 soldati del VI corpo del maresciallo Ney, della Guardia imperiale, della divisione del generale Pierre Lapisse del I corpo e una parte della riserva di cavalleria, alle spalle dei britannici risalendo la Sierra de Guadarrama a marce forzate. A Madrid sarebbero rimasti altri 36 000 soldati del I corpo del maresciallo Victor e del IV corpo del maresciallo Lefebvre.
Dal 21 dicembre le forze francesi guidate da Napoleone effettuarono l'attraversamento della Sierra de Guadarrama verso nord in condizioni climatiche proibitive; sotto la neve, le truppe si disorganizzarono e diedero segno di indisciplina e esasperazione; ci furono propositi di ribellione e insofferenza verso lo stesso imperatore. Napoleone intervenne personalmente per soffocare il malcontento e stimolare con l'esempio, l'energia e la capacità di sopportazione dei suoi soldati; alla fine egli riuscì con molte difficoltà a far proseguire i suoi soldati che il 23 dicembre sbucarono fuori dal valico a Espinar. Nel frattempo il generale Moore, apprese le notizie della marcia dei francesi nelle sue retrovie, aveva deciso subito di ripiegare con la massima urgenza per evitare di essere accerchiato. 

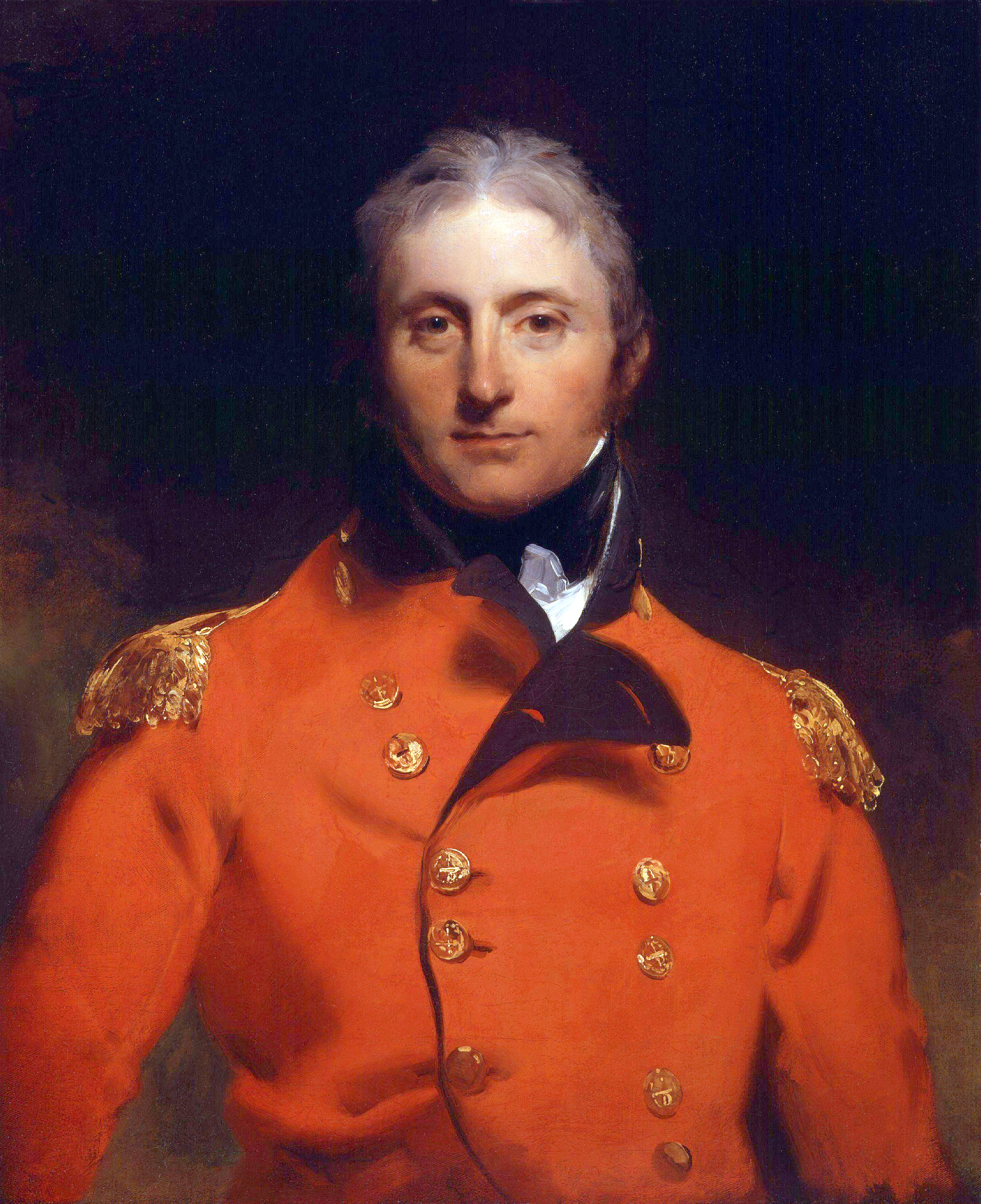
Il generale britannico John Moore.

Napoleone sollecitò al massimo le sue truppe per accelerare la marcia e intercettare la ritirata britannica; la pioggia e il fango ritardarono e disorganizzarono l'inseguimento del VI corpo e della Guardia imperiale; l'avanzata proseguì con grande difficoltà e i britannici non furono agganciati né a Aquilar del Campo né a Valderas, mentre a Benavente un'avanguardia di cavalleria venne sorpresa e respinta il 30 dicembre dalla cavalleria nemica e lo stesso comandante francese, generale Charles Lefebvre-Desnouettes venne catturato. Il 31 dicembre l'inseguimento proseguì oltre il fiume Esla, dopo il ricongiungimento con il II corpo del maresciallo Soult; l'imperatore, sempre più cupo e insofferente per le difficoltà e per la fuga precipitosa del nemico, continuava a spronare i suoi stanchi ed estenuati soldati a accelerare la marcia per raggiungere Astorga entro 24 ore.
La ritirata attraverso le montagne gelate si rivelò una prova ancor più dura per l'armata britannica, che perse molti uomini a causa del freddo e della stanchezza, si moltiplicarono fenomeni di disgregazione e sbandamento tra le truppe; inoltre sorsero contrasti tra il generale Moore e il marchese La Romana che intendeva difendere Astorga; i britannici continuarono invece a ritirarsi e gli spagnoli rimasero isolati e subirono dure perdite a causa della cavalleria del maresciallo Soult che catturò 1 500 prigionieri a Foncebadón. Intanto la ritirata britannica proseguiva sempre più difficoltosa, un numero crescente di disertori e sbandati si trascinavano nelle retrovie dell'armata e venivano spesso catturati dalle colonne francesi del maresciallo Soult e del maresciallo Ney all'inseguimento. Scartata una prima ipotesi di dirigersi su Vigo e di lì in Portogallo, il generale Moore diede disposizioni perché venisse raccolta una flotta di navi da trasporto nel porto di La Coruña, da dove l'armata avrebbe potuto essere evacuata alla volta della Gran Bretagna.

### Partenza di Napoleone
Il 3 gennaio 1809 Napoleone raggiunse Astorga dove ancora una volta non era stato possibile raggiungere i britannici nonostante la sua energia e gli strenui sforzi dei suoi soldati. A questo punto egli decise di cedere il comando al maresciallo Soult; le notizie appena giuntegli dei minacciosi preparativi di guerra dell'Austria e di oscuri intrighi a Parigi che sembravano minacciare la solidità del suo regime, imponevano all'imperatore di rientrare al più presto in Francia. Dai dispacci pervenutegli nella notte egli aveva appreso che una nuova guerra contro l'Austria era imminente in Germania e che Talleyrand e Joseph Fouché, sfruttando le incerte notizie dalla Spagna, sembravano tramare un complotto con il coinvolgimento di Murat. Napoleone non poteva più trattenersi nella penisola iberica; in segreto, per non accentuare il malcontento delle truppe, egli arrivò a Valladolid l'8 gennaio, sperando ancora che il generale Moore avrebbe potuto essere bloccato e costretto alla battaglia dal maresciallo Soult. I piani dell'imperatore prevedevano che il maresciallo Ney sarebbe rimasto ad Astorga con 16 000 uomini del VI corpo, la Guardia imperiale sarebbe ritornata a Benavente, mentre il maresciallo Soult con il II corpo rinforzato con una parte della riserva di cavalleria, la divisione del generale Julien Mermet del VI corpo e una parte del VIII corpo, avrebbe diretto l'ultima fase dell'inseguimento dell'armata britannica.

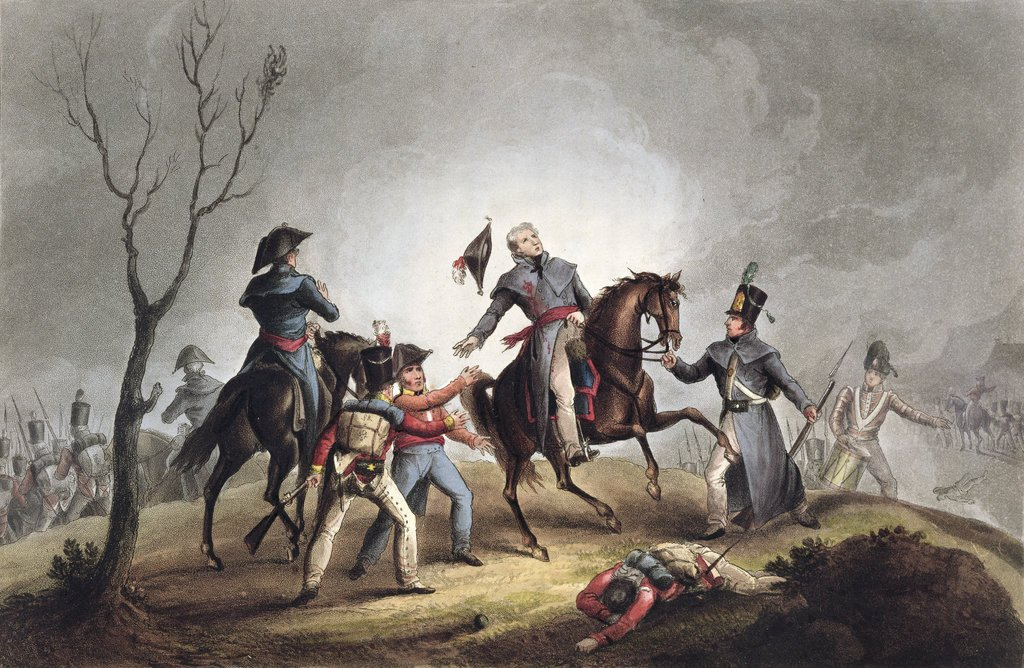
Il generale John Moore viene mortalmente ferito durante la battaglia di La Coruña.

La notizia della partenza di Napoleone sollevò il malcontento dei soldati e dei marescialli; anche la Guardia imperiale, che per il momento doveva rimanere in Spagna, si lamentò per le decisioni dell'imperatore; la prospettiva di rimanere in una terra ostile e inospitale, infestata dalla guerriglia, non rallegrava i grandi comandanti che, privi della presenza del loro capo, perdevano molto del loro ardore e della loro sicurezza. La decisione di Napoleone era irreversibile, dopo essere rimasto a Valladolid fino al 17 gennaio, nuove preoccupanti notizie sugli armamenti dell'Austria, lo indussero a partire alle sei del mattino e a trasferirsi con la massima velocità, con un frenetico viaggio su una carrozza leggera, accompagnato da Jean Marie Savary, Geraud Duroc e il fedele Roustan con la scorta di cacciatori a cavallo. L'imperatore raggiunse Burgos alle 12.00 del 17 gennaio, Bayonne alle ore 04.00 del 19 gennaio e alle ore 08.00 del 23 gennaio arrivò a Parigi dove ebbe modo subito di insultare violentemente Talleyrand per le sue torbide macchinazioni.

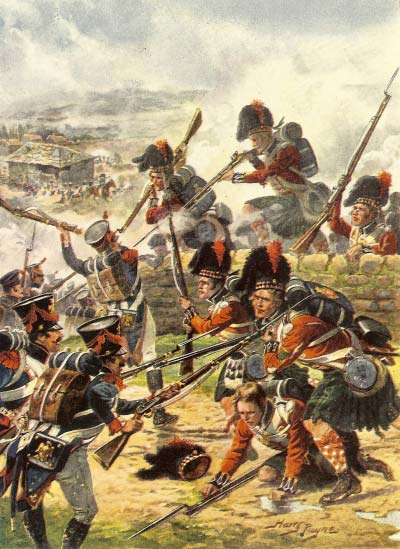
Scontri durante la battaglia di La Coruña.

Nel frattempo il corpo di spedizione britannico aveva completato la sua penosa ritirata ed era riuscito a sfuggire all'inseguimento francese ed a reimbarcarsi per la Gran Bretagna. Il maresciallo Soult, avendo a disposizione inizialmente solo circa 16 500 fanti e 3 500 cavalieri, condusse l'ultima fase della campagna con una certa prudenza; le operazioni francesi inoltre furono ostacolate anche dalle vaste distruzioni effettuate dai britannici. A Cacabellos venne combattuta un'azione di retroguardia che costò altre perdite ai britannici, la cavalleria francese catturò circa 500 prigionieri; il generale Moore, dopo aver progettato inizialmente di combattere una battaglia difensiva a Lugo il 7 gennaio, decise poi di ripiegare ancora verso La Coruña, senza attendere le truppe del maresciallo Soult.
L'11 gennaio 1809 l'armata britannica arrivò finalmente a La Coruña; le truppe erano molto provate e mostravano segni di esaurimento; per facilitare le operazioni di evacuazione, i traini di artiglieria e i materiali furono in gran parte distrutti o gettati in mare; anche le riserve di polvere da sparo furono fatte esplodere. La sera del 14 gennaio arrivarono oltre cento navi da trasporto e dodici navi da guerra provenienti da Vigo e iniziarono subito gli imbarchi dei malati, dei cannoni e dei reggimenti di cavalleria, i cui cavalli erano già stati in maggioranza abbattuti durante la ritirata. Le truppe del maresciallo Soult si stavano avvicinando e il 16 gennaio il comandante francese, consapevole della imminente evacuazione completa britannica, decise di passare all'attacco delle posizioni nemiche organizzate a copertura del porto di La Coruña.
La battaglia di La Coruña fu aspramente combattuta; il maresciallo Soult attaccò con tre divisioni cercando di sfondare il centro e la destra delle linee britanniche per tagliare fuori il nemico dal porto, ma i britannici si batterono accanitamente in difesa e, nonostante qualche successo francese, riuscirono a completare entro il primo mattino del 17 gennaio l'evacuazione. Nel momento culminante della battaglia lo stesso generale Moore era stato mortalmente ferito dal fuoco dell'artiglieria francese che intervenne anche contro le navi, disorganizzando in parte le operazioni finali di imbarco. Dopo aver occupato La Coruña il maresciallo Soult raggiunse e conquistò anche il porto di El Ferrol.
Prima della partenza di Napoleone gli altri corpi francesi avevano intanto consolidato le conquiste e respinto le deboli forze regolari spagnole rimaste in campo; il maresciallo Lefebvre avanzò oltre il Tago e respinse l'armata del generale Galluzo. Per battere le truppe dell'armata del Centro del Duca di Intifado che, al comando del generale Francisco Javier Venegas, si stavano concentrando a sud di Madrid, il maresciallo Victor passò all'offensiva e il 13 gennaio 1809 sbaragliò l'armata spagnola nella battaglia di Uclés.

## Sviluppi e conseguenze

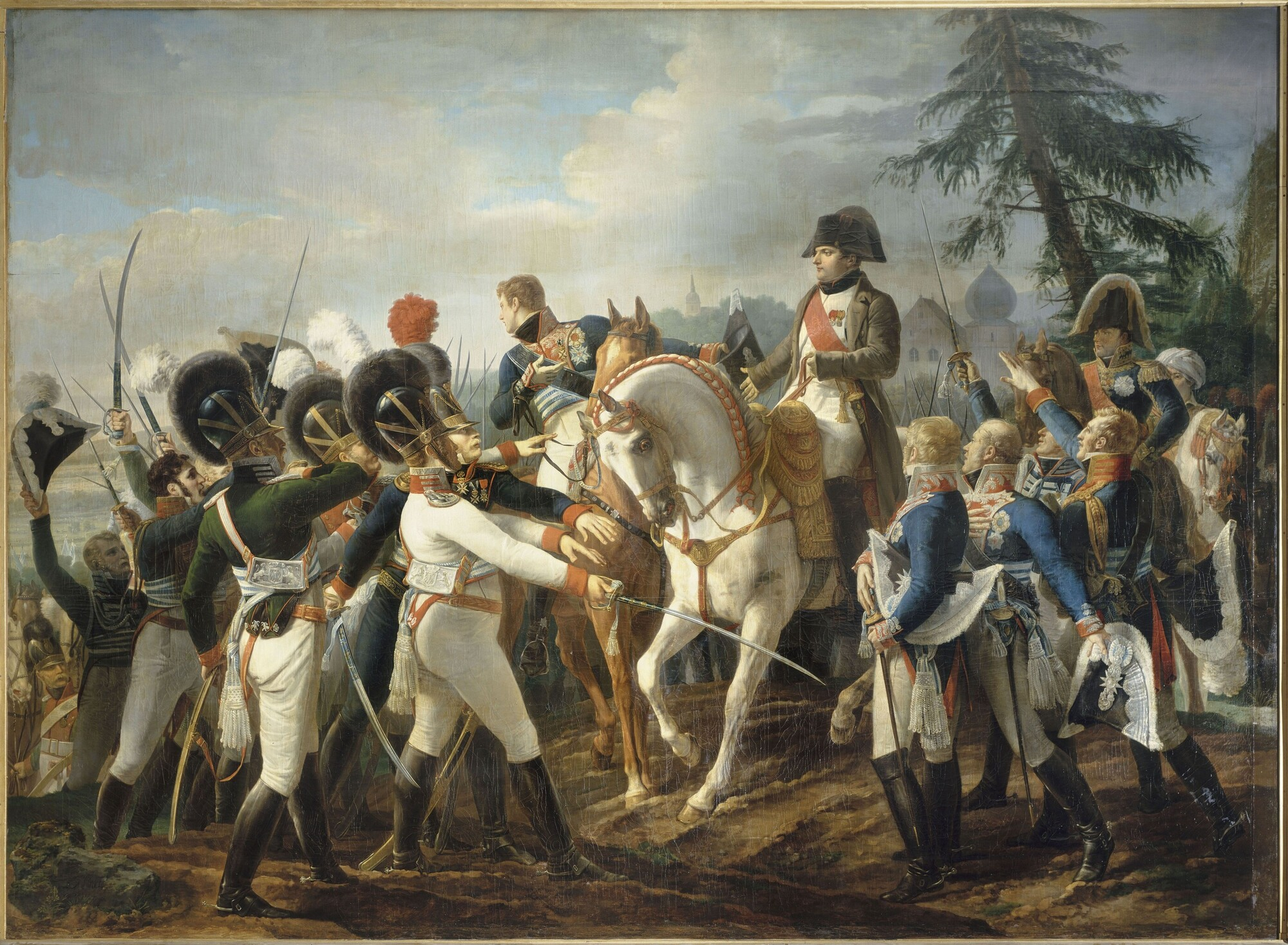
Napoleone acclamato dalle truppe bavaresi durante la guerra della Quinta coalizione.

La breve campagna di Napoleone in Spagna si concluse quindi, a causa di una serie di circostanze e di difficoltà pratiche, con un successo non conclusivo francese; nonostante questa vittoria incompleta, l'imperatore diede una nuova dimostrazione di brillante capacità strategica e organizzò una serie di magistrali manovre coordinate che confermarono ancora una volta la sua maestria nella capacità di dominare gli avversari con rapidissime combinazioni operative. Le superiori qualità di stratega dell'imperatore, la sua energia, la sua attività e la sua capacità di galvanizzare i suoi soldati si dimostrarono ancora assolutamente intatte anche in Spagna. In poche settimane egli riuscì a sbaragliare gli eserciti avversari e a costringere a una disastrosa ritirata il corpo di spedizione britannico; alla sua partenza la situazione era apparentemente ottima: le armate regolari spagnole erano distrutte, i britannici erano ritornati sconfitti in patria, Giuseppe era rientrato a Madrid, mentre rimaneva da occupare solo il sud della Spagna e il Portogallo dove era presente ancora il debole corpo di truppe del generale Cradock che sembrava destinato a reimbarcarsi.
Tuttavia, ostacolato dalle distanze, dal territorio impervio, dal clima spagnolo e da alcuni errori tattici dei suoi luogotenenti, Napoleone non era riuscito a concludere con una vittoria definitiva il suo intervento nella penisola iberica; la guerriglia rimaneva attiva, le giunte insurrezionali continuavano la resistenza, la popolazione era ostile, anche il corpo di spedizione britannico, pur molto indebolito, era sopravvissuto e avrebbe ben presto fatto ritorno in Portogallo. Se l'imperatore fosse potuto rimanere ancora in Spagna, egli verosimilmente avrebbe facilmente raggiunto Lisbona e Cadice, ma in sua assenza i marescialli, in perenne rivalità, si dimostrano incapaci di concludere la guerra e vennero invece messi spesso in difficoltà dagli eserciti anglo-portoghesi riorganizzati e guidati dal generale britannico Arthur Wellesley.
Quindi Napoleone dovette lasciare in Spagna oltre 190 000 soldati delle sue truppe migliori, contingente che sarebbe salito a oltre 350 000 uomini nel 1811, senza riuscire a concludere la guerra; impegnato prima nella guerra della Quinta coalizione poi nei preparativi della campagna di Russia, egli non fece più ritorno in Spagna e la guerra, lasciata ai suoi luogotenenti, si trascinò per altri tre anni. Da questo momento Napoleone dovette tenere costantemente in campo due grandi eserciti, per la penisola iberica e per il fronte tedesco-polacco, con la conseguenza di richiamare sempre nuovi coscritti e di incrementare i contingenti stranieri; la qualità di questi eserciti declinò e il malcontento in Francia si accrebbe. L'imperatore dovette intraprendere la decisiva campagna di Russia con solo una parte delle sue forze, avendo dovuto lasciare circa 300 000 soldati a combattere l'inutile e sanguinosa guerra nella penisola iberica.